# Візантійські герби та прапори
Протягом більшої частини своєї історії Східна Римська (Візантійська) імперія не використовувала геральдику в західноєвропейському розумінні постійних мотивів, що передаються через спадкове право. Різні великі аристократичні родини використовували певні символи, щоб ідентифікувати себе; використання хреста та ікон Христа, Богородиці та різних святих також засвідчено на печатках посадових осіб, але вони часто були особистими, а не сімейними емблемами. Так само різні емблеми (грец. σημεῖα </link> , semeia ; sing. σημεῖον, sēmeion) використовувалися в офіційних випадках і у військових цілях, наприклад, прапори чи щити з різними мотивами, такими як хрест або лабарум. Незважаючи на велику кількість догеральдичних символів у візантійському суспільстві з 10-го століття, лише через контакт із хрестоносцями в 12-му столітті (коли геральдика систематизується в Західній Європі), і особливо після Четвертого хрестового походу (1202—1204).) і заснування франкських князівств на візантійській землі з 1204 року, чи проникли геральдичні засоби у Візантію. Візантійська геральдика почала з'являтися в середніх і нижчих щаблях аристократичних сімей у 14 столітті, що збіглося із занепадом імперської влади та фрагментацією політичної влади під час пізніх імператорів Палеологів. Однак вона ніколи не досягла такого масштабу прийняття чи систематизації своїх західних аналогів.

## Імператорські знаки відмінності

### Одноголовий орел

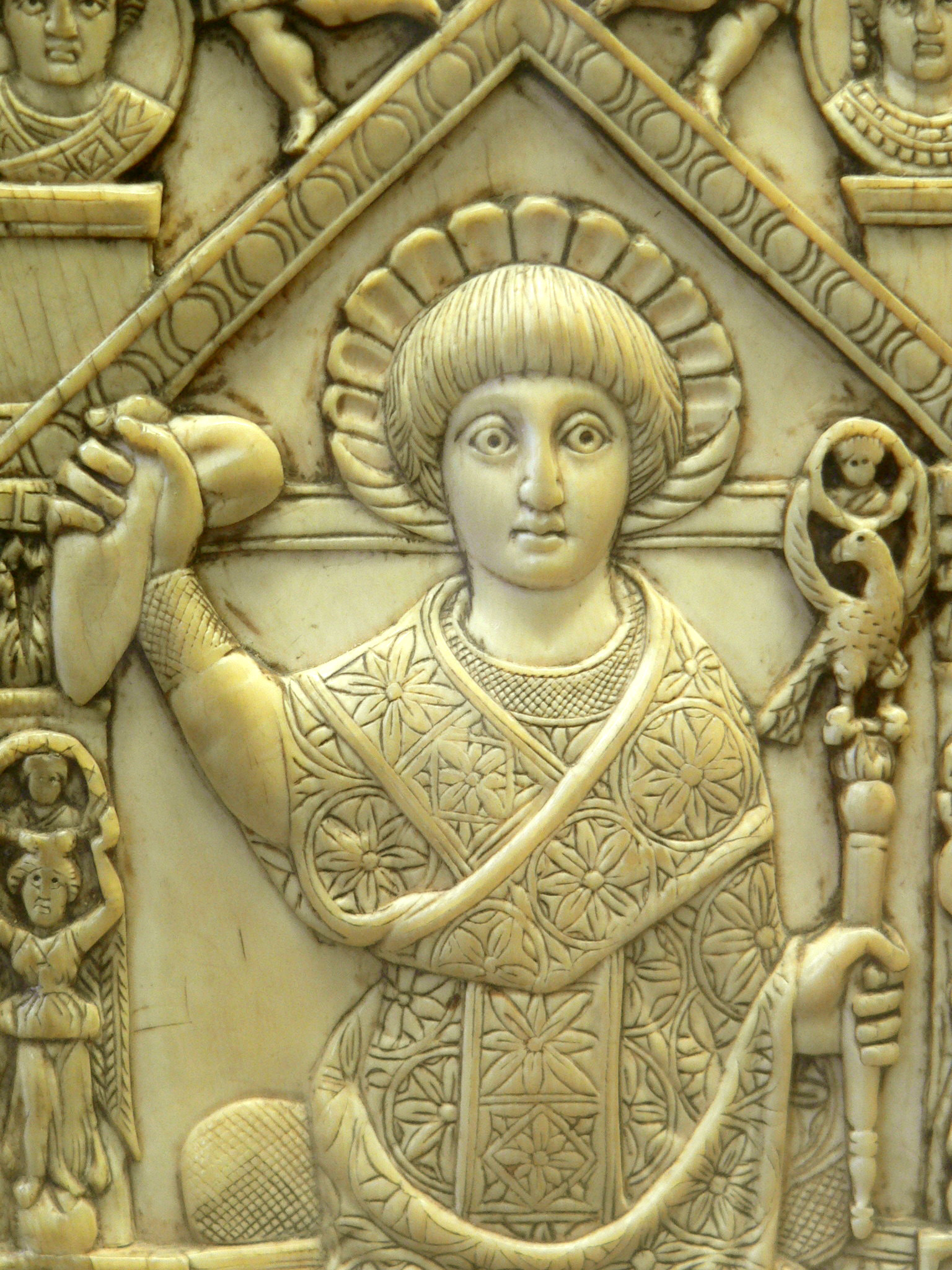
Флавій Анастасій (консул у 517 р.) у консульському одязі, тримаючи скіпетр увінчаний орлом.

Одноголовий римський імператорський орел продовжував використовуватися у Візантії, хоча значно рідше. Таким чином «орлоносці» (ὀρνιθόβορας), нащадків аквіліферів римських легіонів, все ще засвідчено у військовому посібнику VI століття, відомому як «Стратегікон Моріція», хоча невідомо, чи мали прапори, які вони носили, хоч якось схожі на легіонерські аквыли. Скіпетри з орлом часто зустрічалися на консульських диптихах і з'являлися на монетах аж до правління Філіппіка Бардана (пр. 711—713). Однак він продовжував використовуватися в барельєфах у церквах і похоронних пам'ятниках аж до ХІ століття. В останні століття імперії його пришивали до імператорського одягу, а в ілюмінованих рукописах прикрашали подушки (suppedia), на яких стояли імператори.

### Двоголовий орел
Емблемою, яка переважно асоціюється з Візантійською імперією, є двоголовий орел. Це не візантійський винахід, а традиційний анатолійський мотив, що датується хетськими часами, і самі візантійці використовували його лише в останні століття Імперії. Дата його прийняття візантійцями викликала гострі суперечки серед вчених.

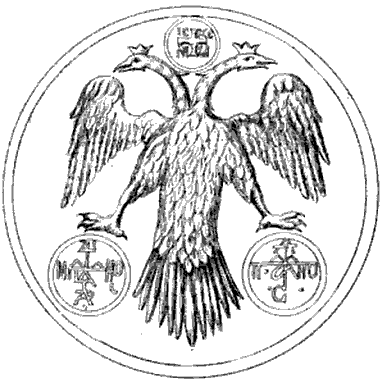
Символ Андроніка II Палеолога, у так званому «Прапорі Андроніка Палеолога», що зберігається у Ватопедському монастирі.

У 1861 році грецький вчений Георгіос Хрісовергіс писав, що його прийняли Комніни в 1048 році. Хоча це не ґрунтувалося на жодних доказах, ця точка зору набула широкого визнання та поширення. Більш ретельне вивчення першоджерел Спиридоном Ламбросом і Августом Гейзенбергом показало, що хоча як декоративний мотив двоголовий орел починає з'являтися у візантійському мистецтві протягом Х_ХІ століття, він не є надійно засвідченим у зв'язку з імператором аж до хризобулла Андроніка II Палеолога 1301 р., де він зображений на suppedion. Ламброс припустив, що його запозичили з хеттських наскальних зображень, тоді як А. Соловйов стверджував на користь пізнього прийняття близько 1288 року, як талісман проти перших османських успіхів в Анатолії, як символічний жест, що підтверджує візантійське панування над обома європейськими і азійськими територіями.

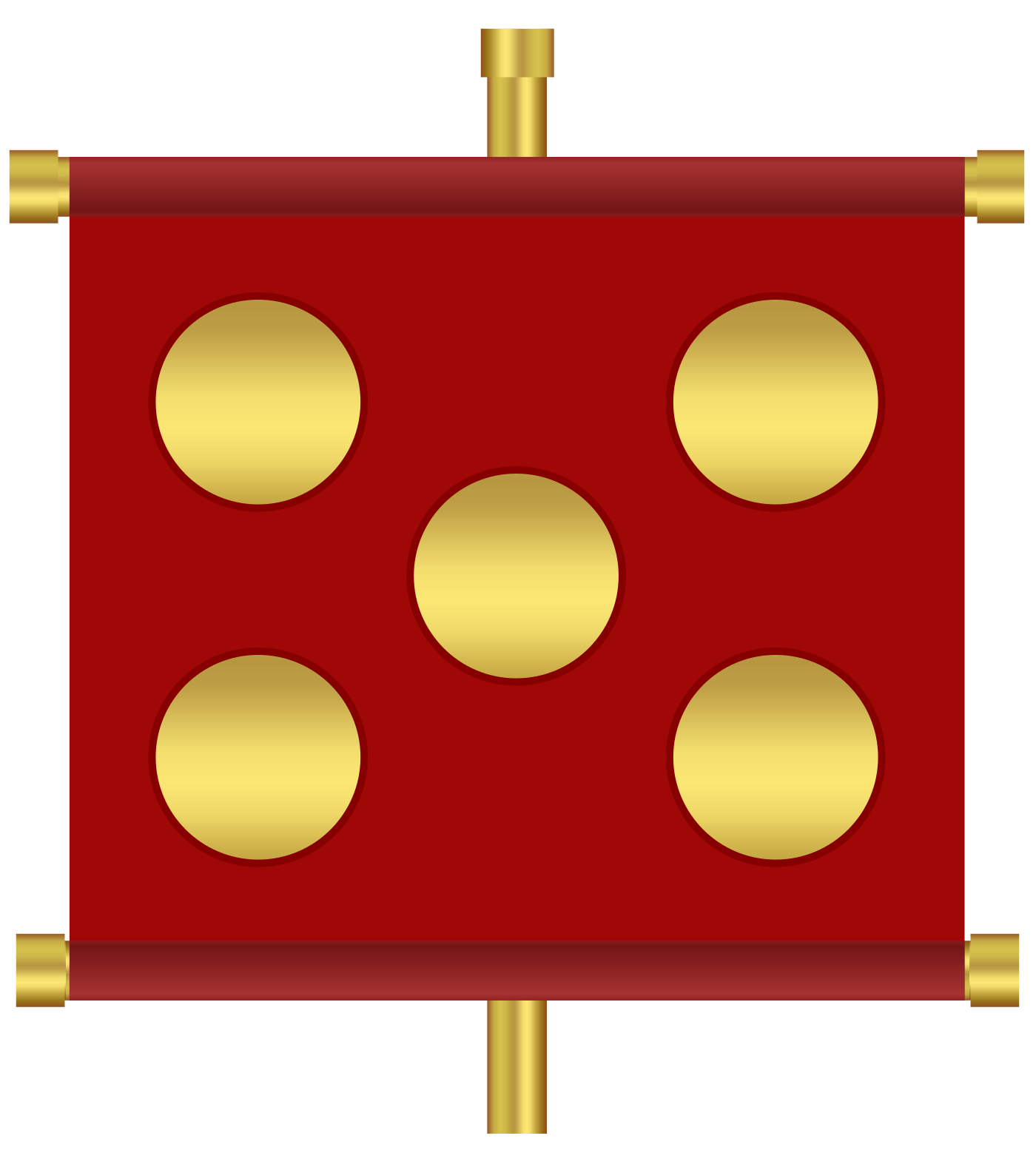
Лабарум Зої Багрянородної 1042 р. (є на монетах).

Було висунуто версію, що двоголовий орел походить із середньоазійських традицій і поширився до східного Середземномор'я разом із турками-сельджуками. Наприкінці ХІІ та протягом ХІІІ століття двоголовий орел використовувався в північній Сирії та Верхній Месопотамії: султани Артукідів з Аміди використовували його як свою емблему, він зустрічається на монетах династії Зенгідів, як декоративний мотив у своїх будівлях його також використовував Саладін та султан Сельджуків Кей-Кубад I. Це використання різко скоротилося після битви під Кесе-дагом у 1243 році, оскільки багато традицій сельджуків доісламського походження були залишені, включаючи зображення тварин. Мотив продовжує спорадично з'являтися як архітектурна прикраса в XIV столітті та на деяких османських монетах у XV столітті. Крім того, двоголовий орел, можливо, використовувався в Латинській імперії, заснованій після Четвертого хрестового походу: за Робертом з Кларі, перший латинський імператор, Балдуїн Фландрський, одягнув на коронацію плащ, вишитий орлами; його доньки використовували той самий символ на руках; а візантійський історик Никита Хоніат повідомляє, що латинські імператори карбували бронзові монети із зображенням двоголового орла.
Імператори Палеологи використовували двоголового орла як символ старших членів імператорської родини. Його в основному використовували на одязі та іншому спорядженні, як кодифіковано в середині XIV століття псевдо-Кодіносом у його «Книзі офісів». За Кодіносом, імператор носив особливі чоботи (tzangia) з орлами з перлів на обох гомілках і на підйомі; Деспоти носили схожі чоботи білого та пурпурового кольору, і на їхніх сідлах були зображені орли, вишиті перлами, а полотнище сідла та їхні намети були білі, прикрашені червоними орлами. Так само sebastokrator носив сині чоботи з вишитими золотим дротом орлами на червоному тлі, а його сідлове полотно було синім із чотирма червоними вишитими орлами. Єдиний випадок, коли двоголовий орел з'являється на прапорі, — це корабель, який доставив імператора Іоанна VIII Палеолога на Флорентійський собор, як згадується Сфранцесом і підтверджується його зображенням у Філаретських дверях базиліки Святого Петра. За декількома збереженими прикладами, такими як гаданий «Прапор Андроніка II Палеолога» у Ватопедському монастирі або фронтиспис Біблії, що належить Димитрію Палеологу, візантійський двоголовий орел був золотим на червоному тлі. Так само в західних гербах XV століття золотий двоголовий орел на червоному щиті подається як герб «Константинопольської» «Східної імперії» або як емблема членів імператорської родини. Західноєвропейські правителі в грецьких землях, такі як Ісав де Буондельмонті та Карло I Токко, також насадили на свій герб двоголового орла на знак свого статусу, коли вони отримували титул деспота від візантійських імператорів.
У візантійському світі орел також використовувався напівавтономними деспотами Мореї, які були молодшими імперськими князями, і Гаттілузіо з Лесбосу, які були родичами та васалами Палеологів. Двоголовий орел використовувався також в відколі імперії — Трапезундській імперії. Це засвідчено зображеннями на імперському одязі та на прапорах. Дійсно, західні портолани XIV—XV століть використовують двоголового орла (срібний/золотий на червоному/ цинобровому) як символ Трапезунду, а не Константинополя. Одноголові орли також засвідчені на трапезунтинських монетах, а джерело 1421 року зображує трапезунтійський прапор жовтим із червоним одноголовим орлом. Мабуть, як і в метрополії візантійської держави, продовжувалося використання обох мотивів, одно- і двоголового орла разом. Рельєфи з двоголовим орлом також засвідчені на стінах Трапезунду, причому один екземпляр зберігся в церкві в Каламарії, Салоніки, який дуже схожий на зразки сельджуків ХІІІ століття. Сучасні вчені зазвичай вважають, що двоголовий орел був прийнятий великими імператорами Комнінами Трапезундськими після визнання ними сюзеренітету та шлюбу з династією Палеологів у 1280-х роках. Подібним чином невелике візантійське князівство Феодоро в Криму, правителі якого укладали шлюбні союзи як з Палеологами, так і з Великими Комнінами, у XV столітті також використовувало двоголового орла.

Інші балканські держави також наслідували візантійську модель: головним чином Сербія, а також Болгарія та Албанія під керівництвом Георгія Кастріоті (більш відомого як Скандербег). Після 1472 року орел був прийнятий Московією, а потім Росією. У Західній Європі Священна Римська імперія під керівництвом Фрідріха II Гогенштауфена в середині ХІІІ століттятакож прийняла двоголового орла і використовувала його поруч із одноголовою версією.

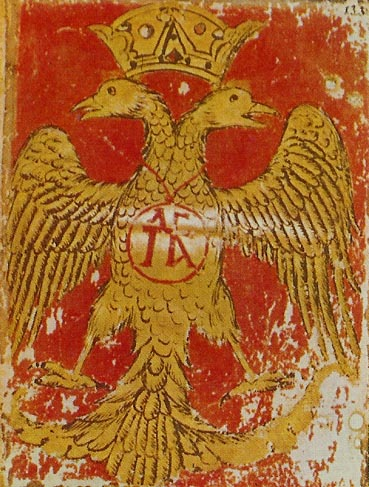
Двоголовий орел з монограмою родини Палеологів (ΠΑΛΓ) з особистої Біблії Деметрія Палеолога.
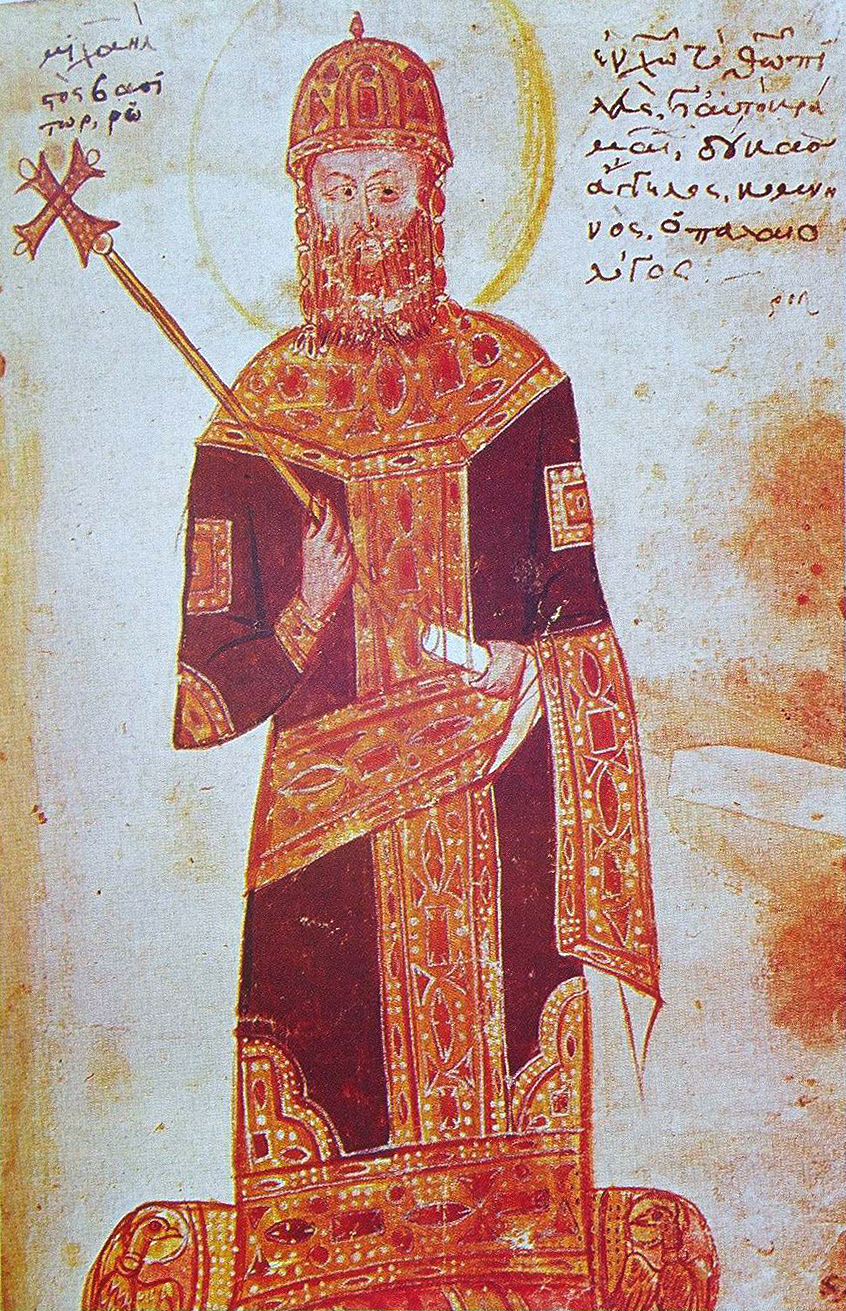
Михайло VIII Палеолог стоїть на супідіоні, прикрашеному одноголовими орлами
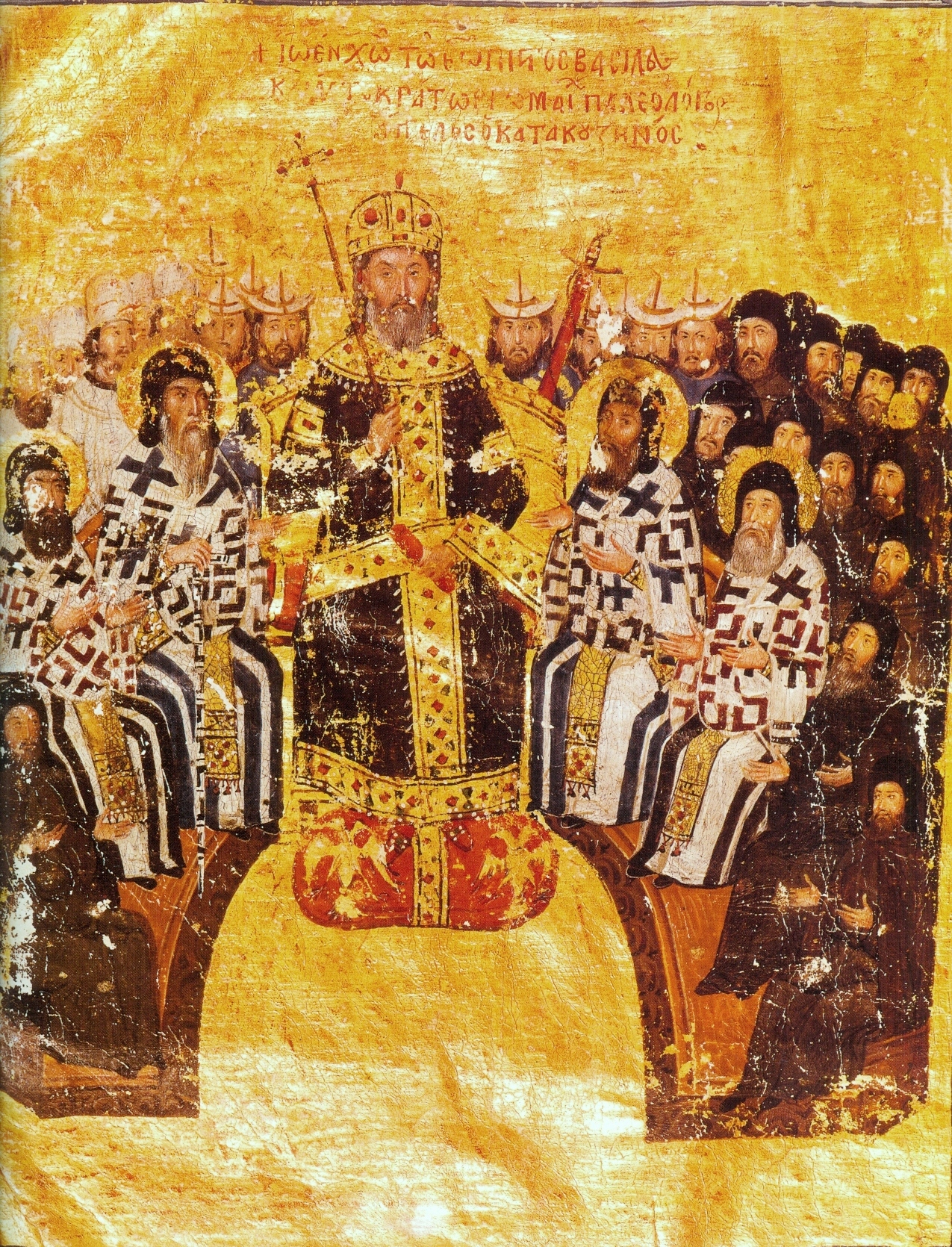
Іван VI Кантакузин стоїть на супідіоні, прикрашеному вишитими золотом двоголовими орлами
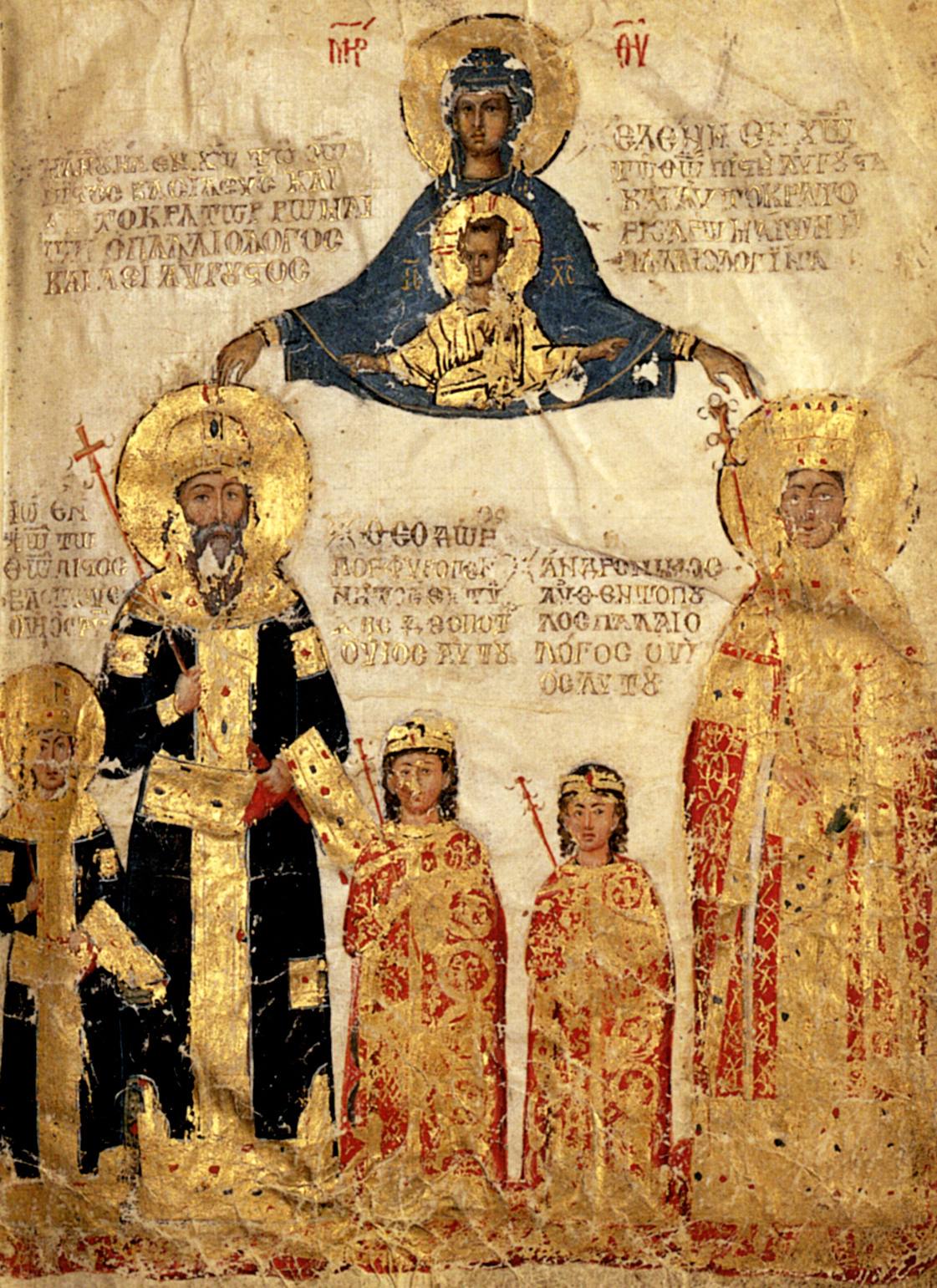
Мануїл ІІ Палеолог з родиною. Двоє молодших синів є червоні шати із золотими двоголовими орлами
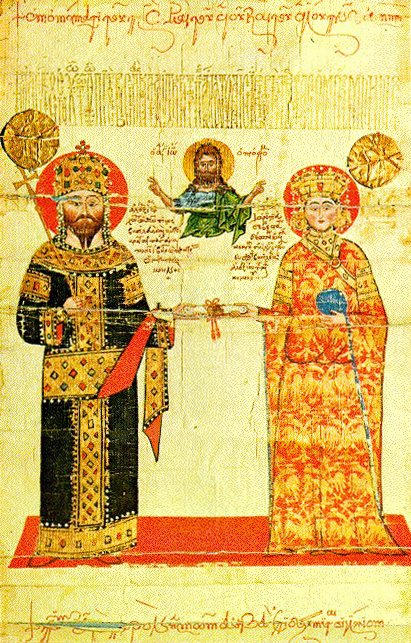
Олексій III Трапезундський і його дружинаТеодора Кантакузен в одязі з вишитими золотими двоголовими орлами
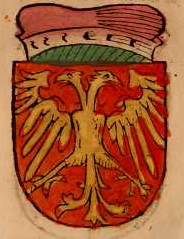
Герб деспотів Михайла та Філіпа Палеологів, посланців Константського собору, художник Ульріх Ріхентальський
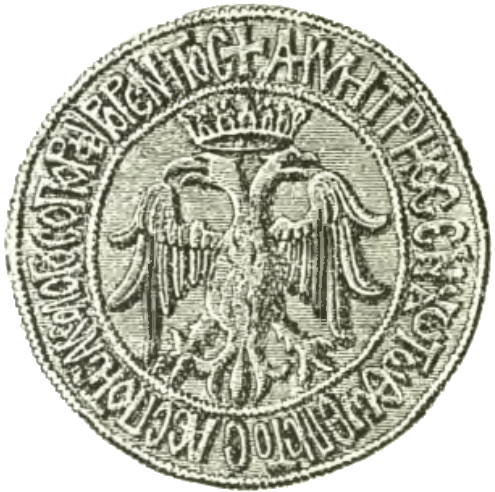
Печатка Димитрія Палеолога, деспота Мореї
Прапор із двоголовим орлом, який використовувався на західних портоланах для позначення Трапезунду в XIV столітті.
Герб Карло І Токко,графа-палатина Кефалонії та Закінфу, як деспота Епіру[26]

### Тетраграматичний хрест

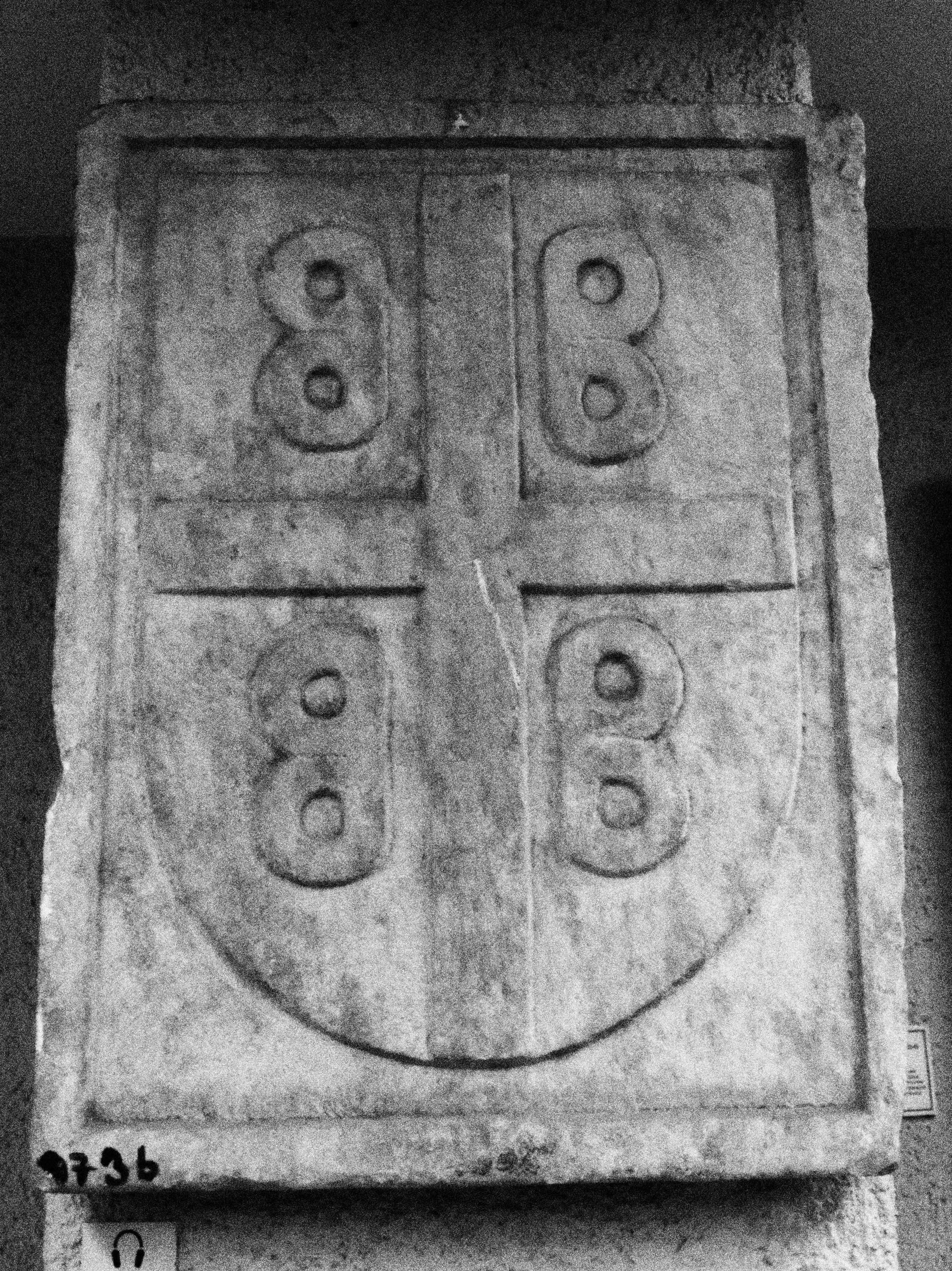
Рельєф із тетраграмним хрестом як герб імперії в Стамбульському археологічному музеї

У період Палеологів символом правлячої династії та найближчим до візантійського «державного прапора», за Соловйовим, був так званий «тетраграматичний хрест», золотий або срібний хрест із чотирма літерами бета «В» (часто інтерпретується як кресала одного кольору, по одному в кожному кутку).
Як знак відзнаки хрест уже часто використовувався у Візантії з пізньої античності. Починаючи з VI століття, відомі хрести з розділеними на четверті літерами, особливо з монет, що утворюють акроніми різних звернень, наприклад, розділені на четверти букви «X» для Σταυρὲ Χριστοῦ χάριν χριστιανούς χάριζε Staurè Christou chárin christianoús chárize («Хрест Христовий благоволить християнам») або букви ϹΒΡΔ для Σταυρὲ σου βοήθει Ρωμανόν δεσπότην Staurè sou boíthei Romanón despótin («Хресте, помагай правителю Роману»). Зображення прапорів із хрестами, четвертованими золотими дисками, збереглися з Х століття, а зображення прапора, майже ідентичного малюнку Палеологів, відомо з початку ХІІІ століття.
Тетраграматичний хрест з'являється дуже часто в XIV—XV століттях: він з'являється на візантійських монетах під час спільного правління Андроніка II Палеолога та його сина Михаїла IX Палеолога, на кількох західних портоланах для позначення Константинополя та інших візантійських міст, над одним із вікна палацу Багрянородного, і описаний псевдо-Кодіносом як «звичайний імператорський прапор» (basilikon phlamoulon). На монетах букви «Б» часто супроводжувалися колами або зірками до кінця імперії, тоді як західні джерела іноді зображують візантійський прапор як простий золотий хрест на червоному, без літер «В». Символ також був прийнятий візантійськими васалами, як-от Гаттілусі, які правили Лесбосом після 1355 року, або латинськими володарями Родосу Віньйоло деі Віньолі та Фульком де Вілларе. Він був розміщений на стінах Галати, мабуть, як знак сюзеренітету візантійського імператора — переважно теоретичного — над генуезькою колонією. Поряд із двоголовим орлом чотириграмний хрест також був прийнятий як частина свого родинного герба молодшою лінією династії Палеологів, яка правляла в Монферраті. Із невеликими змінами він також був прийнятий у Сербії.
Тлумачення символіки емблеми залежить від ідентифікації чотирьох знаків як літер або кресал, суперечка, у якій навіть сучасні джерела несумісні, і яка призвела до багатьох наукових дебатів з часів вчених XVІІ століття Дю Канжа та Маркус Вульсон де ла Коломб'єр. Таким чином, французьке джерело кінця XV століття прямо називає їх літерами, але севільський мандрівник середини XІV століття та псевдо-Кодінос обидва називають їх кресалами (грецькою πυρέκβολα, pyrekvola). Проте, як зазначає Філіп Ґрірсон, використання літер греками як символів було давно усталеною практикою, і їх ототожнення Кодіносом як вкресала, ймовірно, відображає вплив Заходу, де літери на гербі не були популярними. Два традиційних прочитання чотирьох літер Б, Βασιλεὺς βασιλέων βασιλεύων βασιλεύουσιν Basileùs basiléon basileúon basileúousin і Βασιλεὺς βασιλέων βασιλευόντων βασιλεύει Basileùs basiléon basileuónton basileúei (обидва означають «Цар царів царює царями») були продемонстровані грецьким археологом і нумізматом Іоаннісом Свороносом, щоб бути пізнішими інтерпретаціями Маркусом Вульсоном де ла Коломб'єром. Сам Своронос запропонував три варіанти прочитання, включивши до девізу символ хреста: Σταυρὲ βασιλέως βασιλέων βασιλεῖ βοήθει («Хрест Царя царів допомагає імператору»), Σταυρὲ βασιλέως βασιλέων βασιλευούσῃ βοήθει Staurè basileùs basiléon basileuoúse boéthei («Хрест Царя Царів допомагає правлячому місту [Константинополь]»), і Σταυρὲ βασιλέως βασιλέων βασιλεύων βασίλευε Staurè basileùs basiléon basileúon basíleue («Хрест Царя царів, правління в правлінні»), тоді як грецький геральдист Г. Тіпальдос відкинув прочитання Свороноса і припустив, що вони представляють собою повторення девізу Σταυρέ, βοήθει Staurè, boéthei («Хрест, прийди нам на допомогу»).

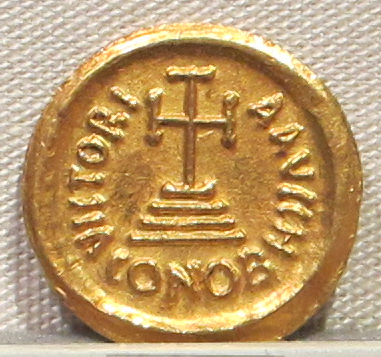
Солід імператора Іраклія з Голгофським хрестом
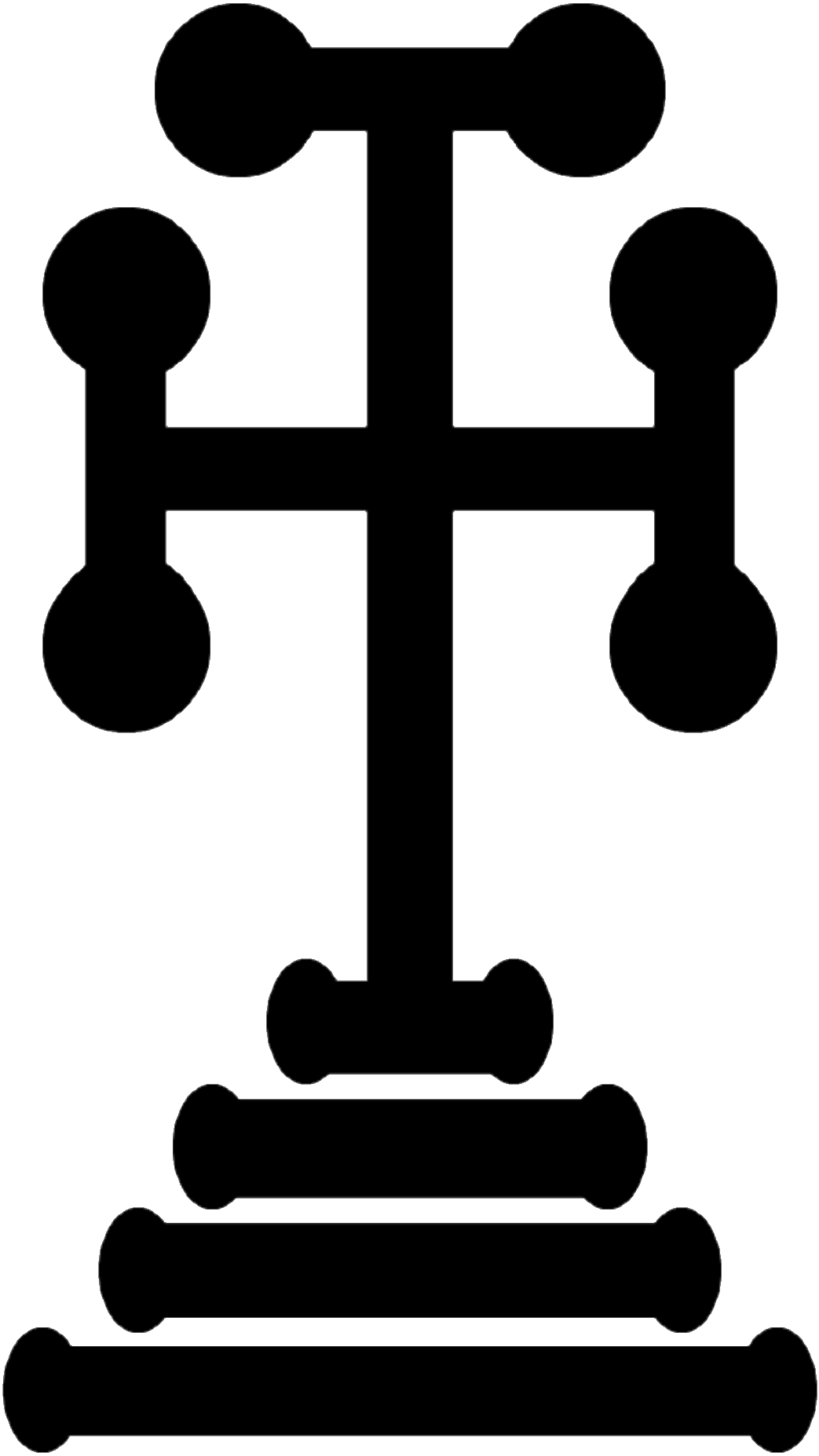
Голгофський хрест використовується на монетах кількох династій, починаючи з Гераклейської
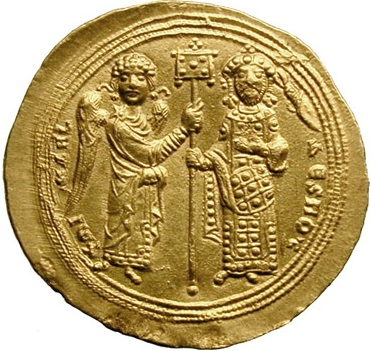
Реверс монети Михайла V
Хрест з золотими дисками, зображення за істориком Бабуїном[43]
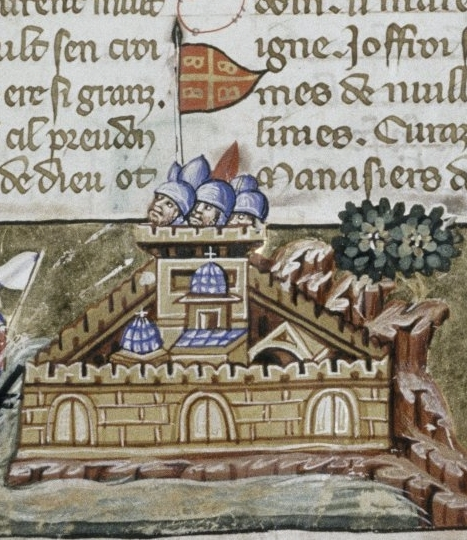
Зображення Константинополя під час облоги 1204 року під час Четвертого хрестового походу (початок XIV століття)
Атрибутований герб Латинської імперії часів правління Філіпа І, який носив титул латинського імператора Константинополя з 1273 по 1283 рік.
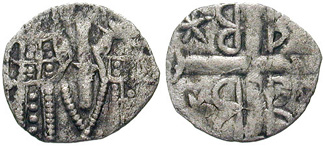
Монета в мільйон торнезе часів спільного правління Іоанна V Палеолога та Іоанна VI Кантакузена (1347-1353 рр.)
Тетраграматичний хрестовий герб династії Палайологів з манускрипту Гарлі 6163 XV століття
Імператорська хоругва династії Палеологів, записана псевдо-Кодіносом, та один з візантійських прапорів, зображених у кастильському «Conosçimiento de todos los reynos» (бл. 1350 р.)[53]
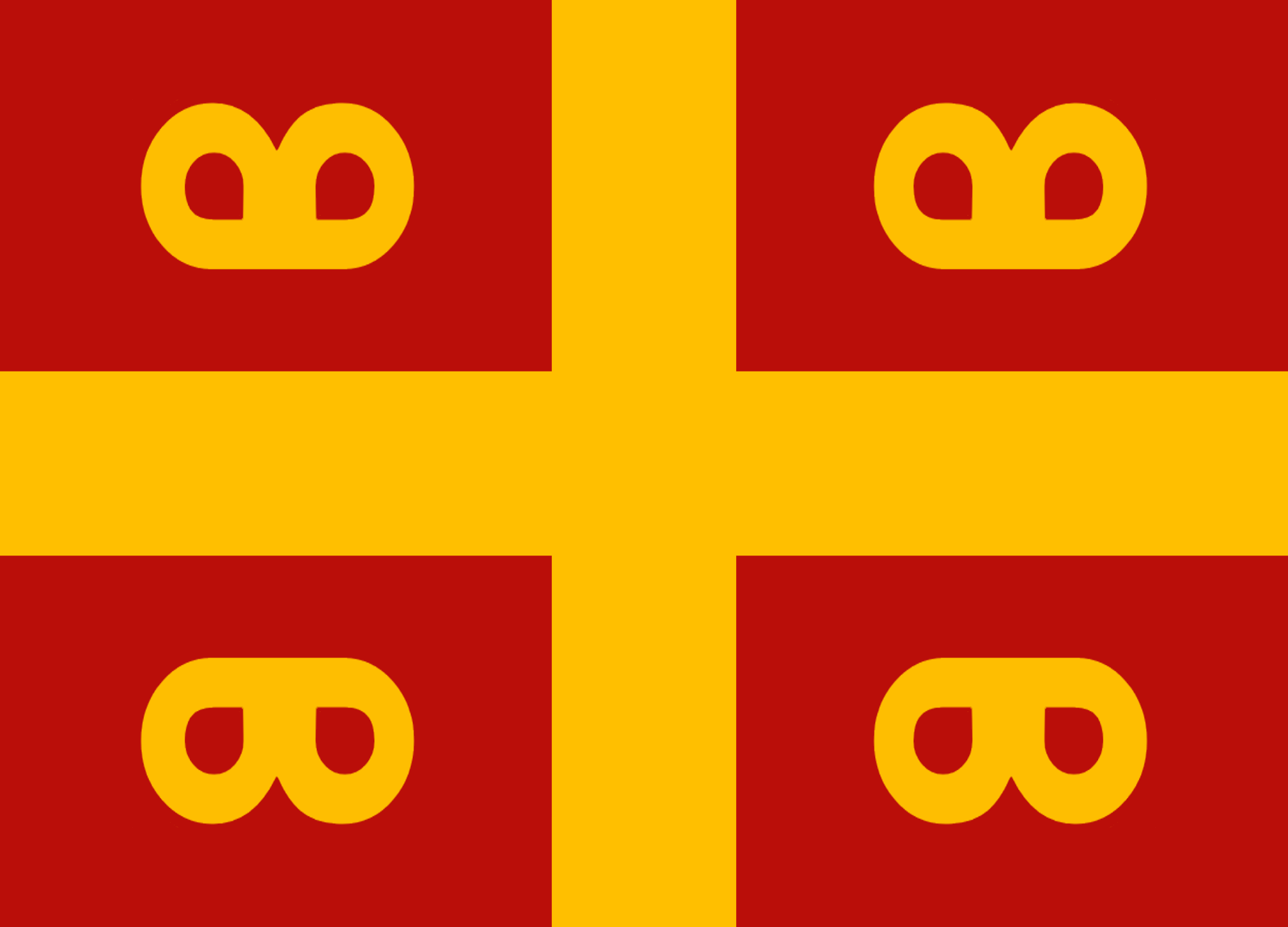
Візантійський прапор, як показано на деяких портоланських картах
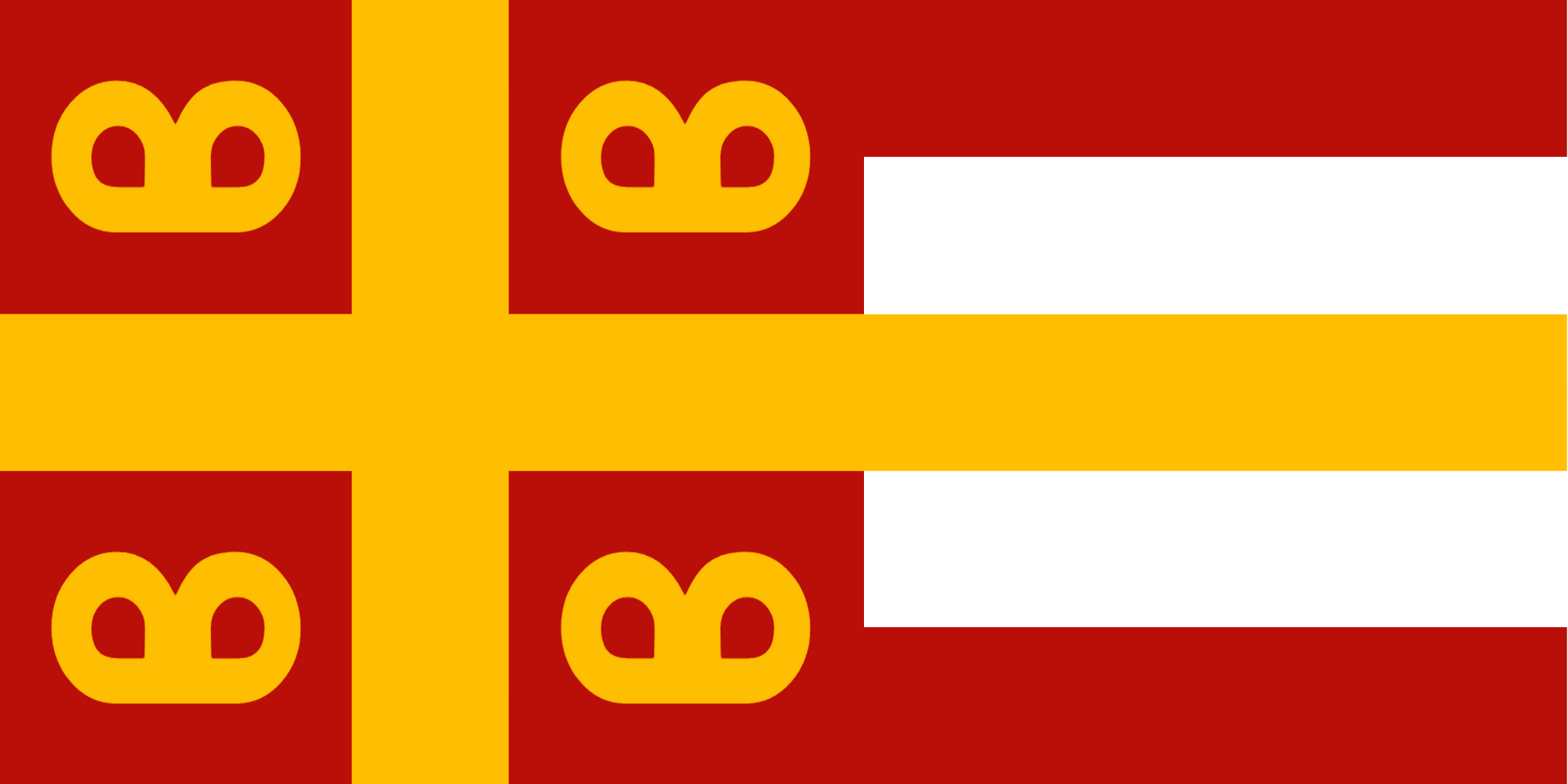
Візантійський імператорський прапор XІV століття за портретною схемою П'єтро Весконте.
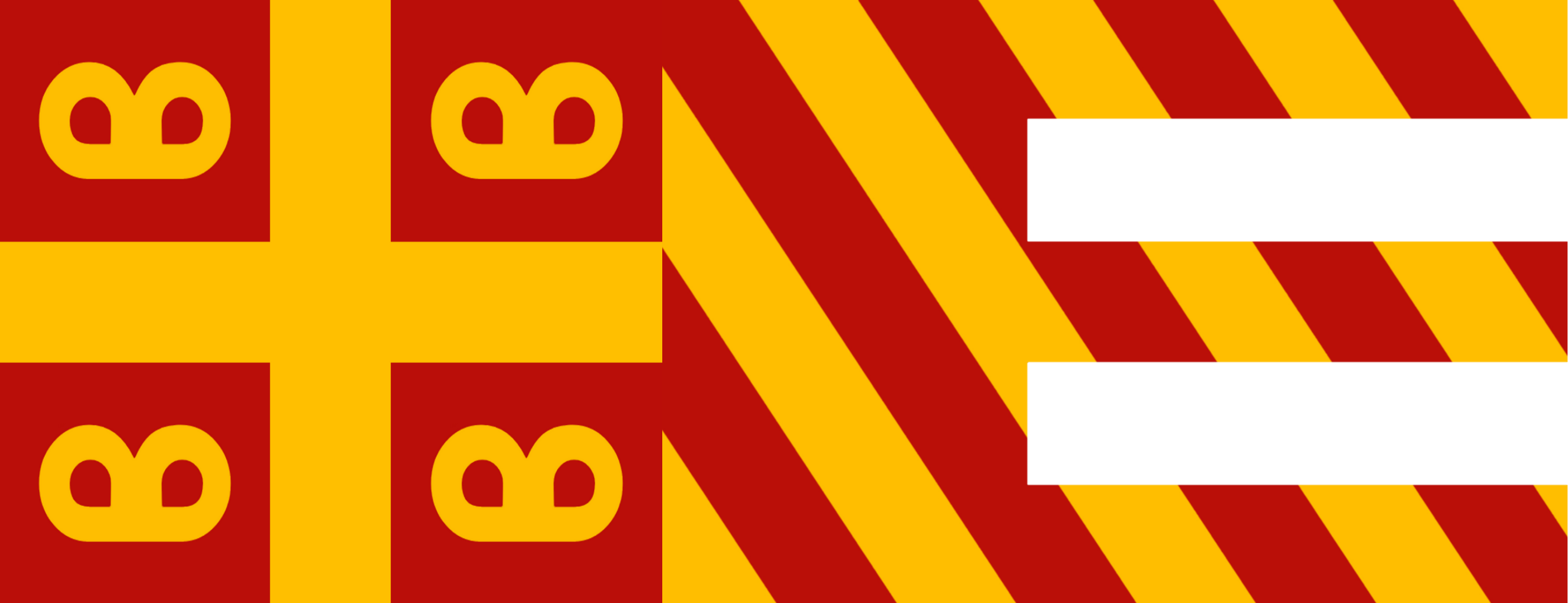
Прапор Саллоніка з 10 діагональними смугами та візантійським символом, що з'явився у XІV столітті.
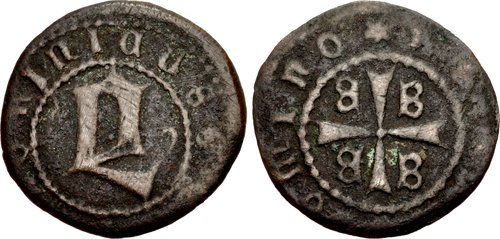
Бронзовий денаро Доменіко Гаттілузіо, володаря Лесбосу в 1455-1458 роках, з великою літерою "D" на аверсі та тетраграматичним хрестом на реверсі
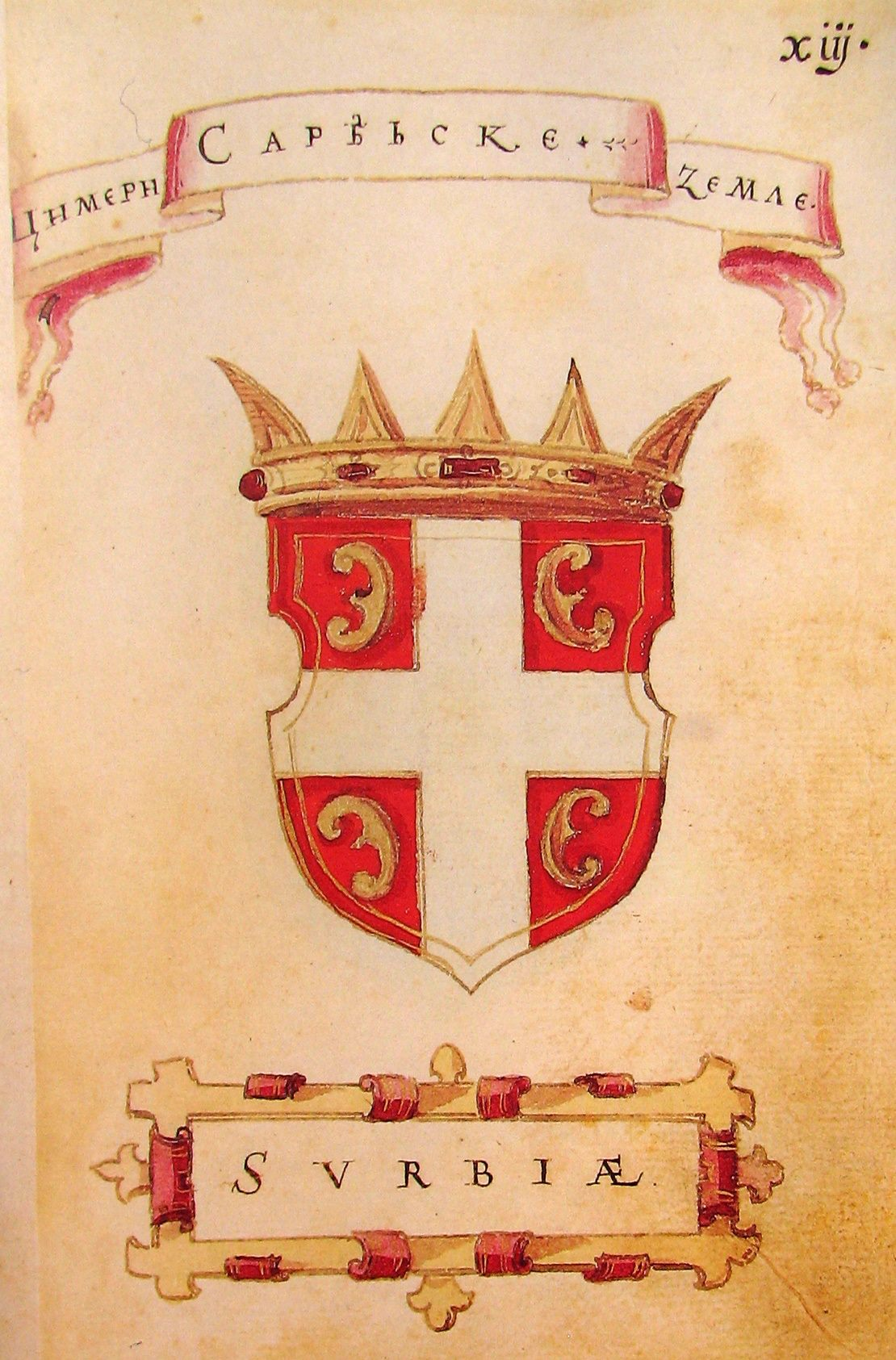
Герб Стефана Душана Неманича, короля, а згодом імператора Сербії, який носив титул імператора сербів і греків, у XІV столітті.
Варіант сербського хреста
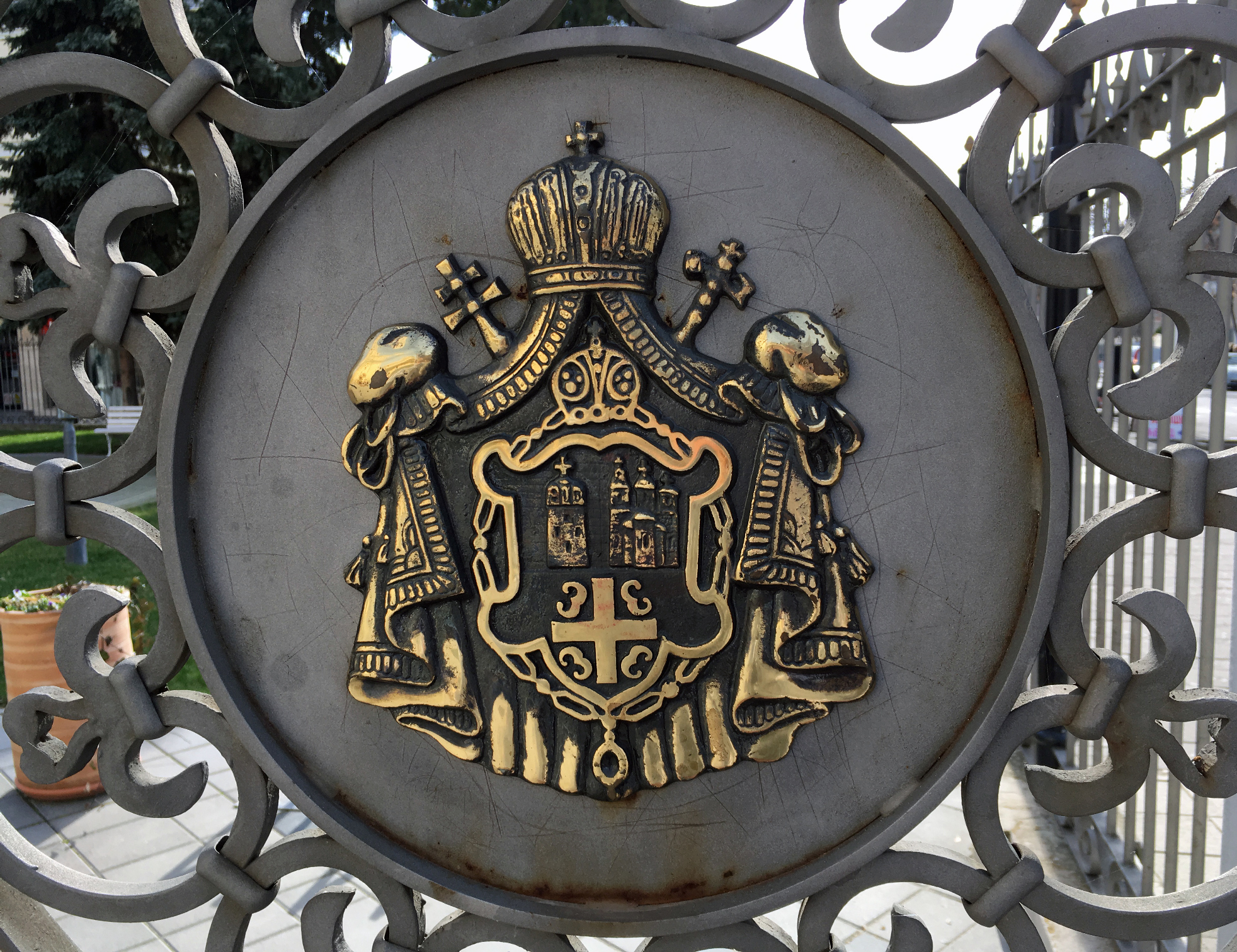
Герб Сербської Православної Церкви
Герб Вільгельма IX Палеолога, маркіза Монферратського у 1494-1518 роках
Герб дому Гонзага як герцогів Мантуї
Сучасний Малий герб Сербії, XVIII століття.
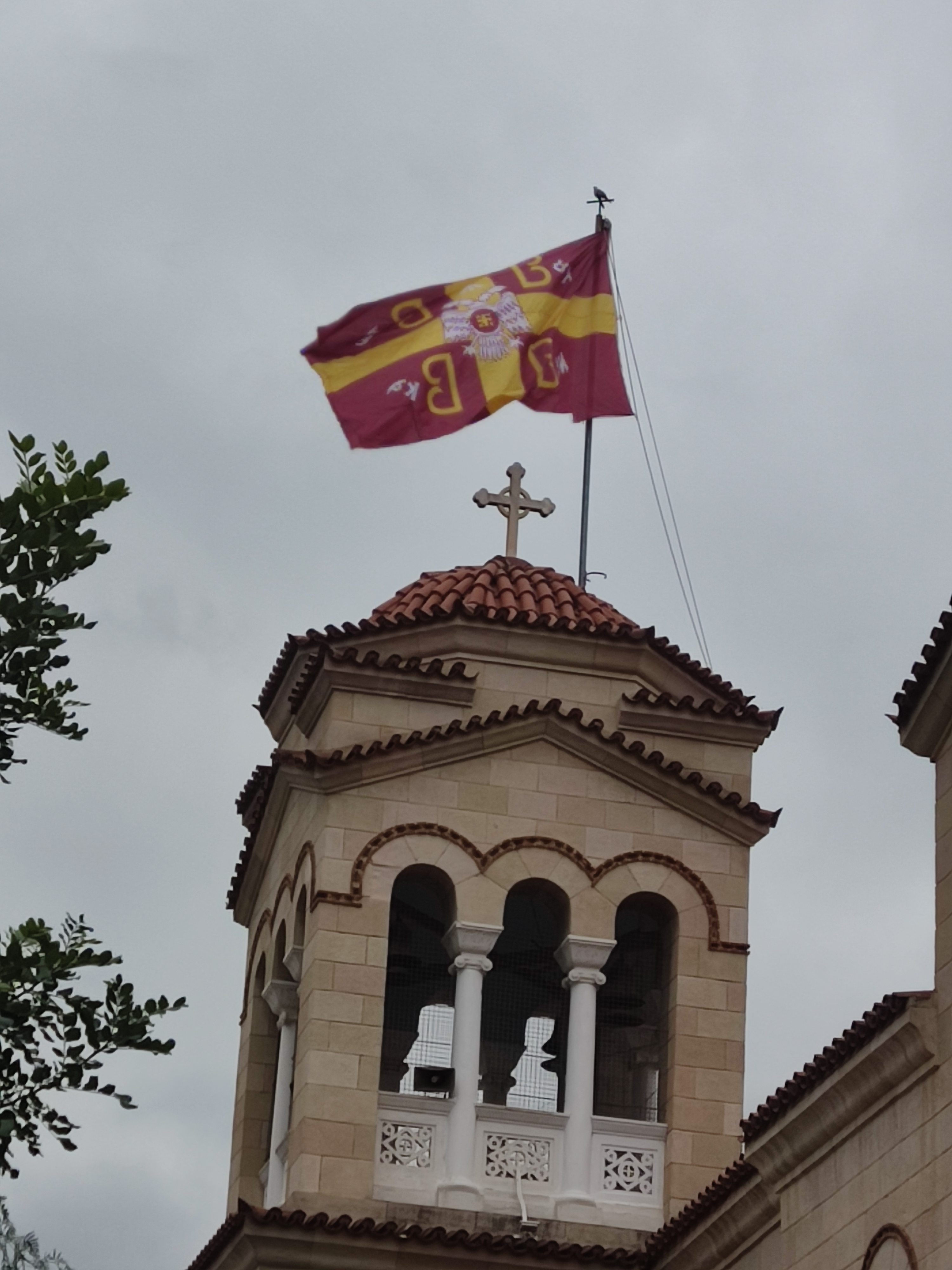
У сучасній Греції варіанти візантійського прапора іноді піднімають на церквах.
Варіанти прапорів Сербської православної церкви іноді піднімають на церквах.

## Особисті та родинні знаки

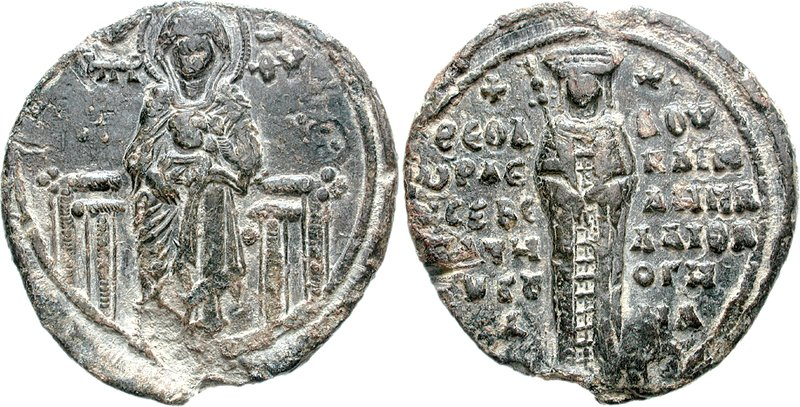
Типова візантійська печатка Феодори Палеологіни, дружини Давида VI Грузинського. На аверсі зображена Діва Марія, а на реверсі зображення Теодори з її титулами.

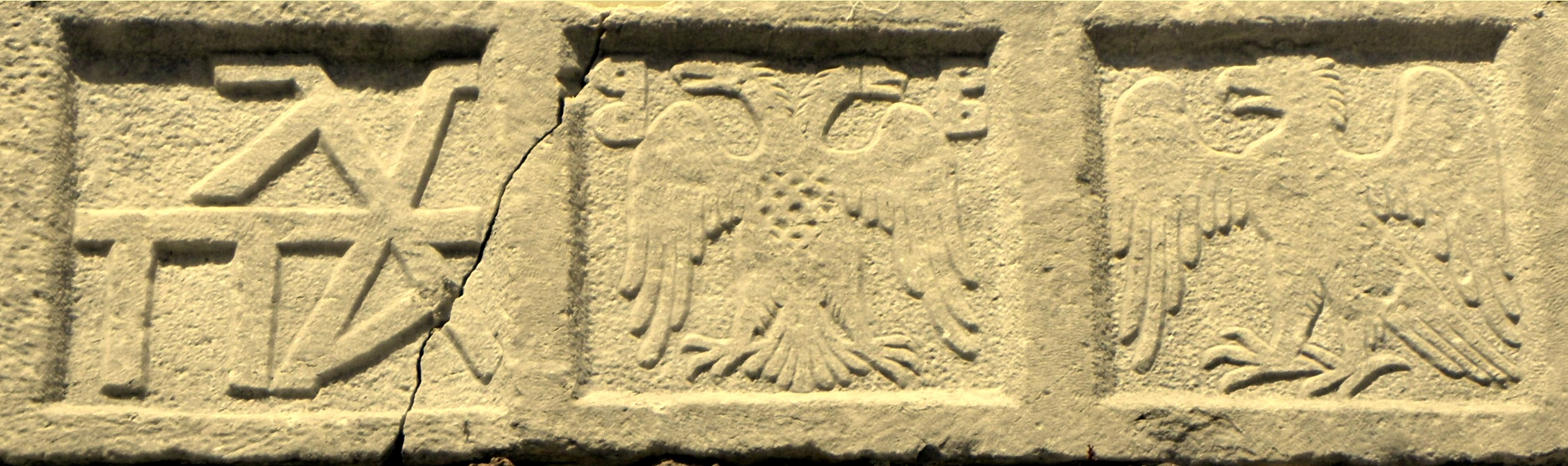
Рельєф у Мітиленському замку, на якому зображено родинний шифр Палеологів (ліворуч), візантійський двоголовий орел (у центрі) з гербом Гаттілусі на грудях та орел родини Доріа (праворуч)

Візантійські аристократичні родини, наскільки відомо, використовували специфічні символи для позначення свого роду та себе особисто. Поширеним, як на печатках, так і на прикрасах, було використання шифрів або монограм (одн. συμπίλημα, sympilēma), з літерами особистого або сімейного імені власника, розташованими навколо хреста.

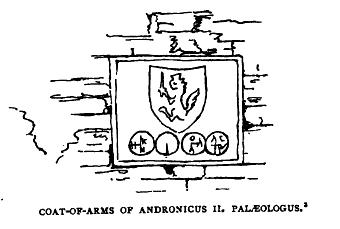
Герб Андроніка II Палеолога, розташований у нині зруйнованих морських стінах Константинополя, намальований Мері Аделаїдою Вокер у ХІХ столітті.

Інший дуже західний малюнок можна знайти на одній із нині зруйнованих веж морських стін Константинополя, які були відновлені Андроніком II Палеологом (правління 1282—1328) і мали герб цього імператора — коронованого лева, що тримає меч.
Часте використання символу зірки та півмісяця, який з'являється на монетах, військових знаках відмінності та, можливо, іноді як муніципальна емблема імперського міста, очевидно, пов'язане з культом Гекати Лампадефорос («ноша світла») у Візантія епохи еллінізму. У 330 році нашої ери Костянтин Великий використав цей символ, коли повторно присвятив Константинополь Діві Марії.
Відомо, що Анна Нотара, донька останнього великого дуки Візантійської імперії Лукаса Нотара, після падіння Константинополя та еміграції до Італії виготовила печатку зі своїм гербом, на якому зображено двох левів, які стоять один проти одного, кожен з яких тримає у правій лапі меч, а на лівій півмісяць. Можливо, це дизайн, створений після її еміграції до Італії. З іншого боку, адаптацію візантійських форм до західного використання можна побачити на печатці Андрея Палеолога, яка включає імператорського двоголового орла на гербі.

## Військові прапори та знаки розрізнення

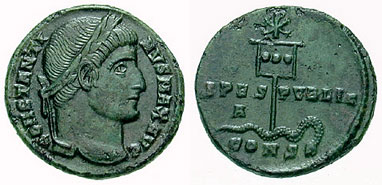
Монета Костянтина (бл. 337 р.), на якій зображено його лабарум, що пронизує змія.

Пізня римська армія наприкінці ІІІ століття продовжувала використовувати знаки розрізнення, звичайні для римських легіонів: аквілу з наверешшям у вигляді орла, квадратний вексилум та імаго (бюст імператора на палиці). Крім того, серед кавалерії та допоміжних частин було широко поширене використання драко, запозиченого у даків. Однак небагато з них, здається, збереглися після IV століття. Аквіла вийшла з ужитку з розпадом старих легіонів, імаго було залишено з прийняттям християнства, і лише вексилум і драко все ще іноді засвідчуються в V столітті та пізніше. Костянтин Великий (правління 306—337) на римські військові штандарти вставив емблему Хризма, в результаті чого з'явився так званий лабарум. В іконографії це зазвичай набуває форми хризми, вишитої на полі вексилума, але літературні свідчення також припускають використання його як символу на верхівці палиці. Лабарум, хоча і був поширеним у IV і V століттях, повністю зникає в VI і знову з'являється лише значно пізніше у зміненій формі як частина імператорських регалій.
У «Стратегіконі» кінця VІ століття, приписуваному імператору Маврикію, з'являються два види військових прапорів: трикутний вимпел або фламулон (φλάμουλον, від лат. flammula, «маленьке полум'я»), і більший бандон (βάνδον, від латинського і остаточно германського bandum). Вимпели використовувалися для декоративних цілей на списах, але «Стратегікон» рекомендує видалити їх перед боєм. За літературними даними, вони були однохвостими або двохвостими, тоді як пізніші рукописні ілюмінації свідчать про потрійні хвости. Бандон був основним візантійським бойовим штандартом з VІ століття і навіть дав назву базовому підрозділу візантійської армії (бандон або тагма). Його походження та еволюція невідомі. Можливо, він був результатом модифікації дракона чи вексилума, але він з'являється у своїй остаточній формі в «Стратегіконі», що складається з квадратного або прямокутного поля з прикріпленими стрічками.

Ілюміновані хроніки, такі як «Мадридські скіліці», часто зображують прапори, що відповідають загальному типу бандону, у різних кольорах і дизайнах, але їх точність сумнівна. Хоча вони можуть дати гарне загальне уявлення про те, як виглядали прапори, самі прапори «спрощені та схематизовані», і ілюстратори не потрудилися розрізнити прапори, зображені для Візантії та для їхніх ворогів; навіть сарацини зображені під прапором, увінчаним хрестом. Крім того, історик А. Бабуїн зазначає, що прапори, показані в рукописі, дуже відрізняються за зовнішнім виглядом і що не можна розрізнити жодного окремого візерунка, окрім відносно обмеженого діапазону кольорів (червоного, білого та синього), що використовуються монохромно або посмугованими. Крім того, «значна довжина стримерів», показана в рукописі, не зустрічається в подібних джерелах з територій, що знаходяться під прямим контролем Візантії, але відображає іконографію, поширену в південній Італії, де рукопис був ілюмінований.

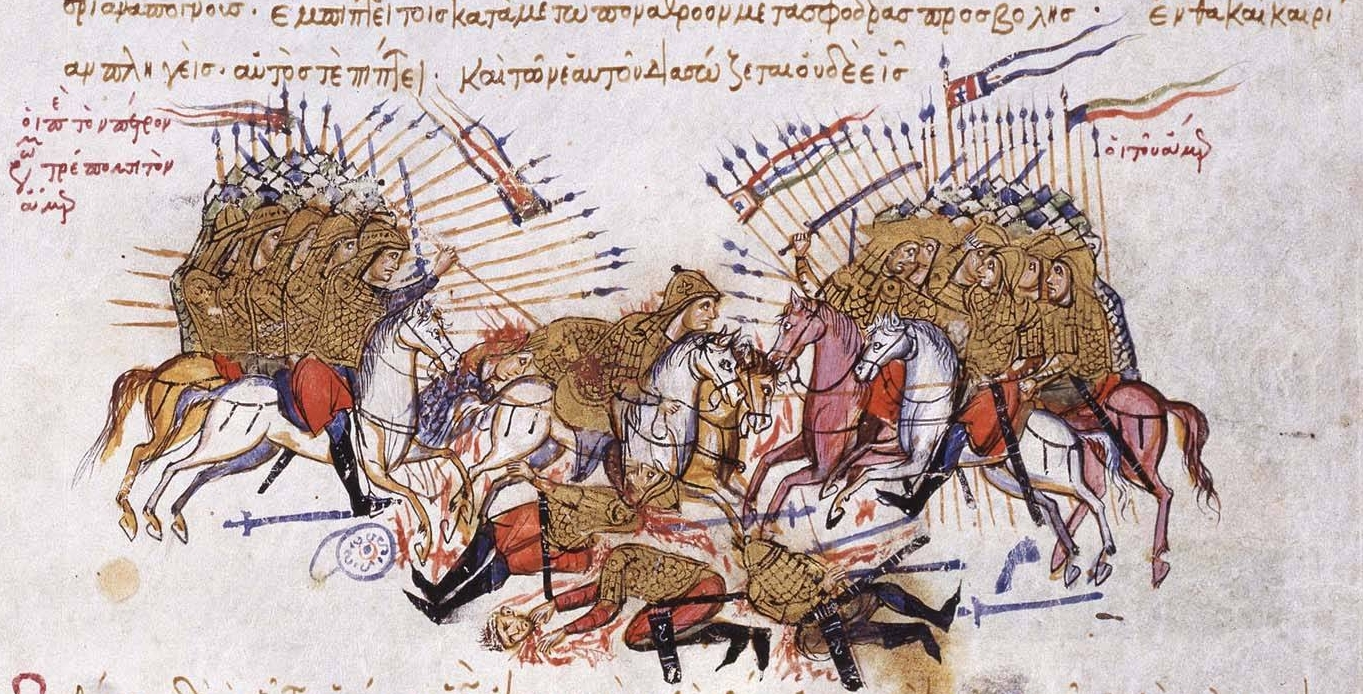
Сцена битви з «Мадридського Скіліца» XIII століття
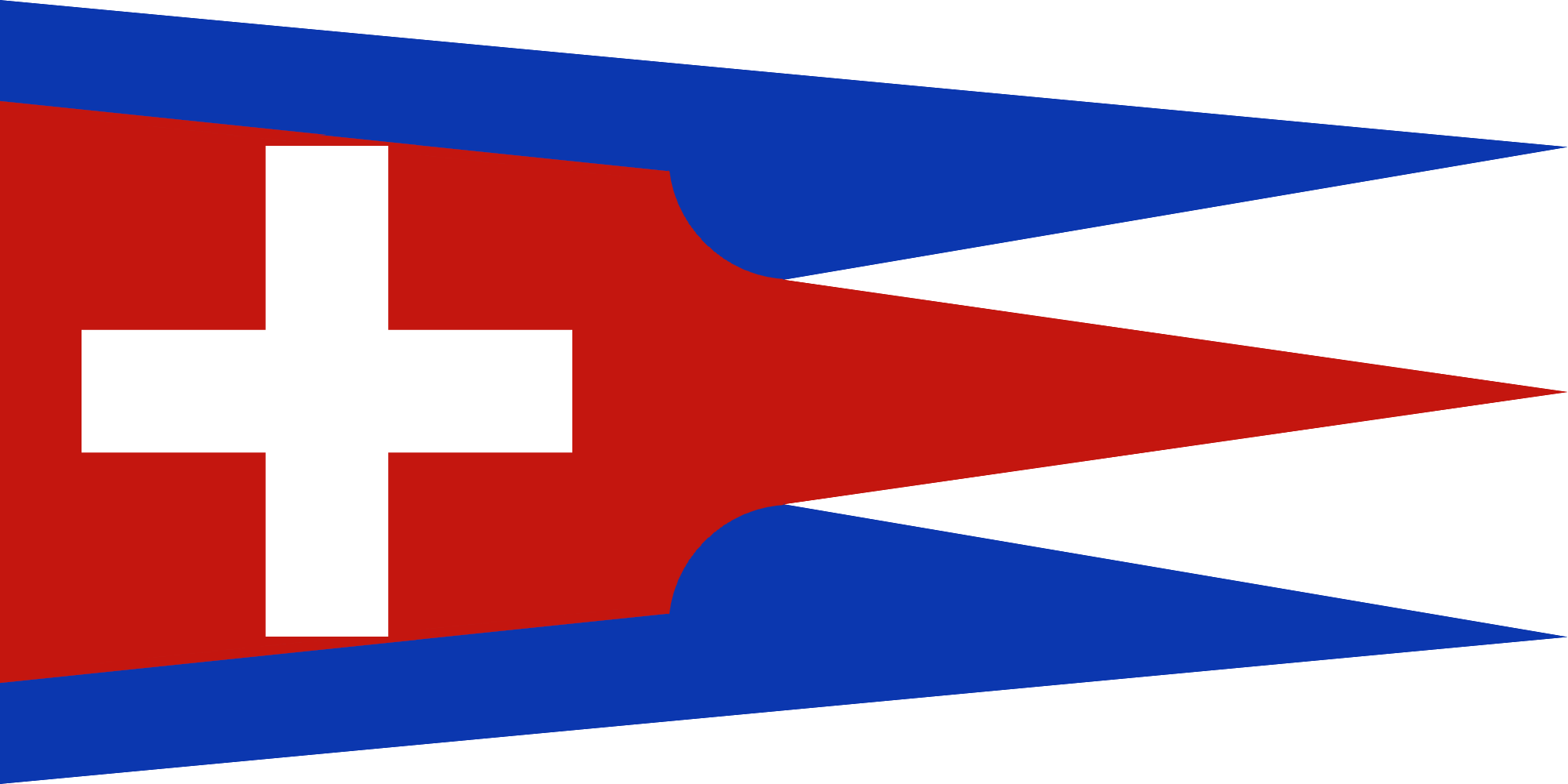
Приклад військового прапора, що з'явився у «Мадридських Скіліцах»
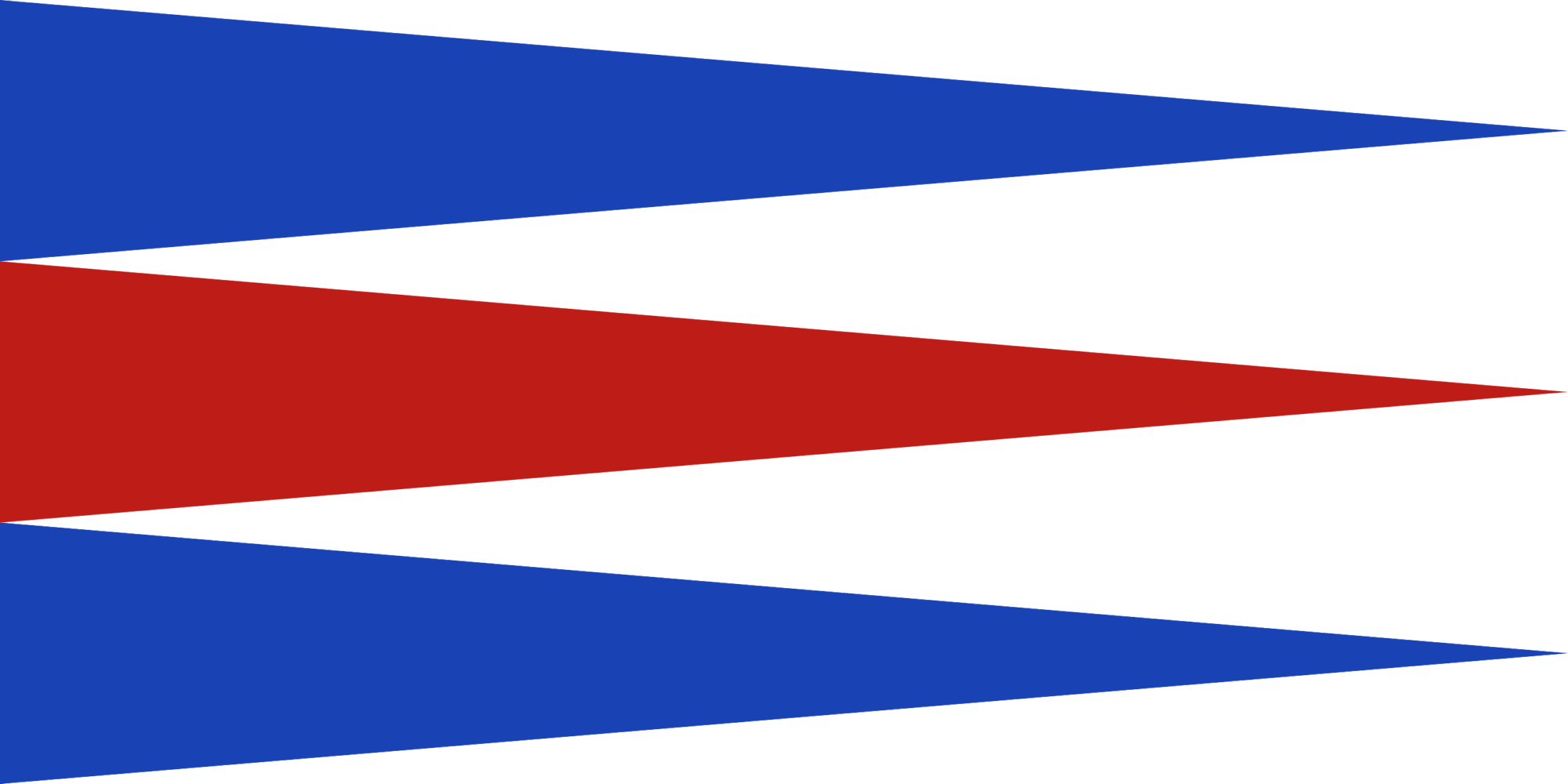
Приклад військового прапора, що з'явився у «Мадридських Скіліцах»
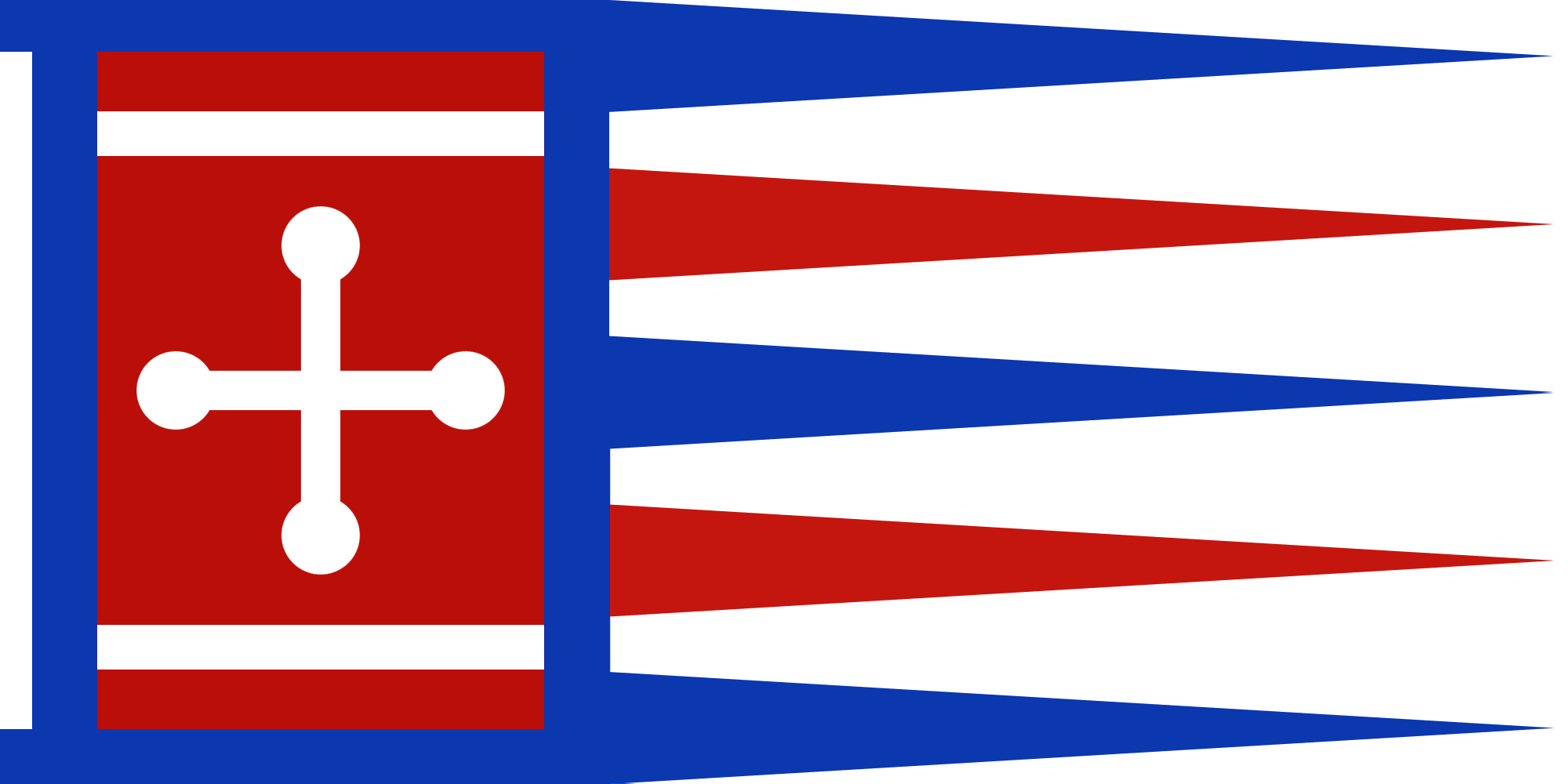
Приклад військового прапора, що з'явився у «Мадридських Скіліцах»
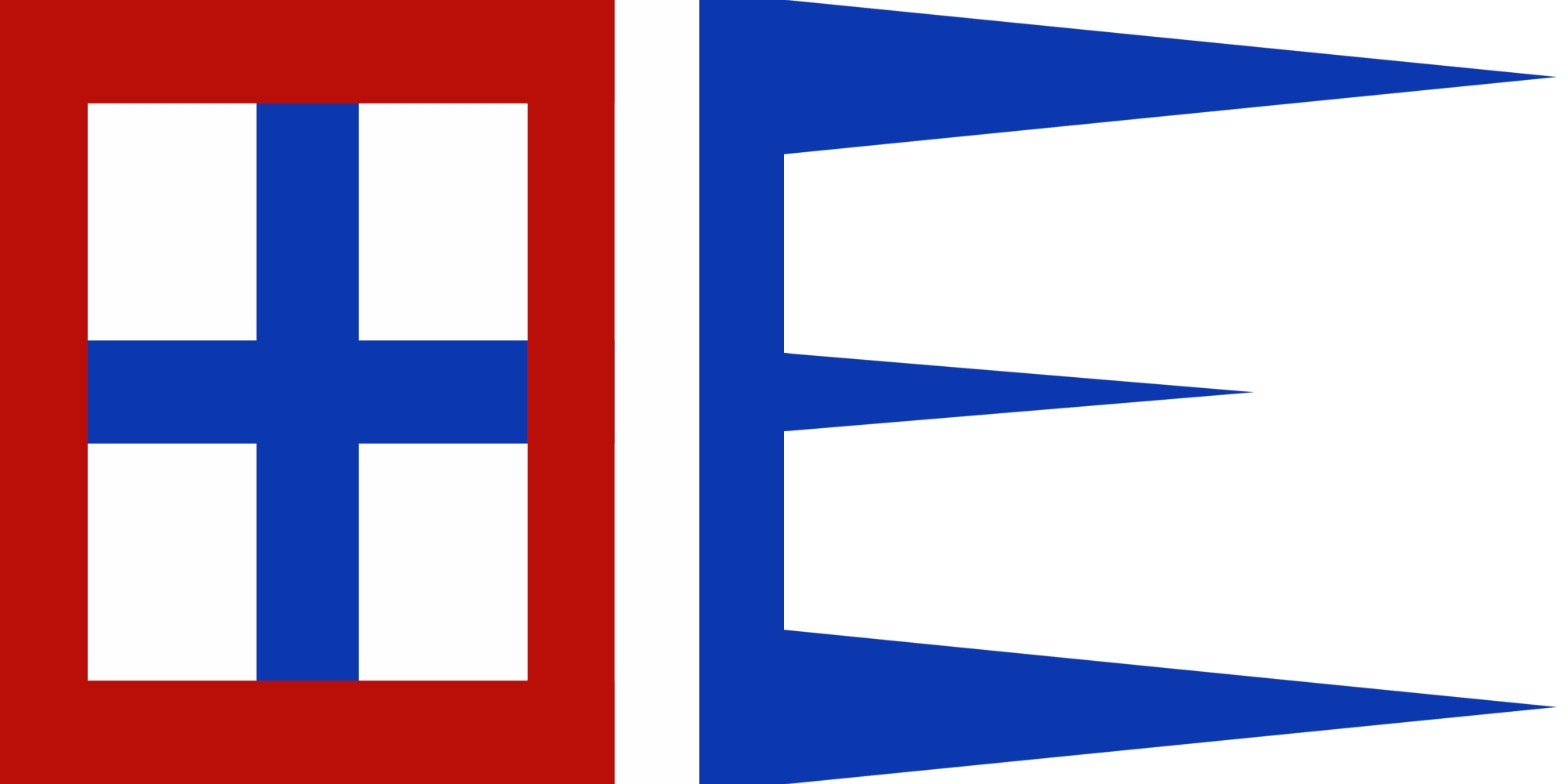
Приклад військового прапора, що з'явився у «Мадридських Скіліцах»
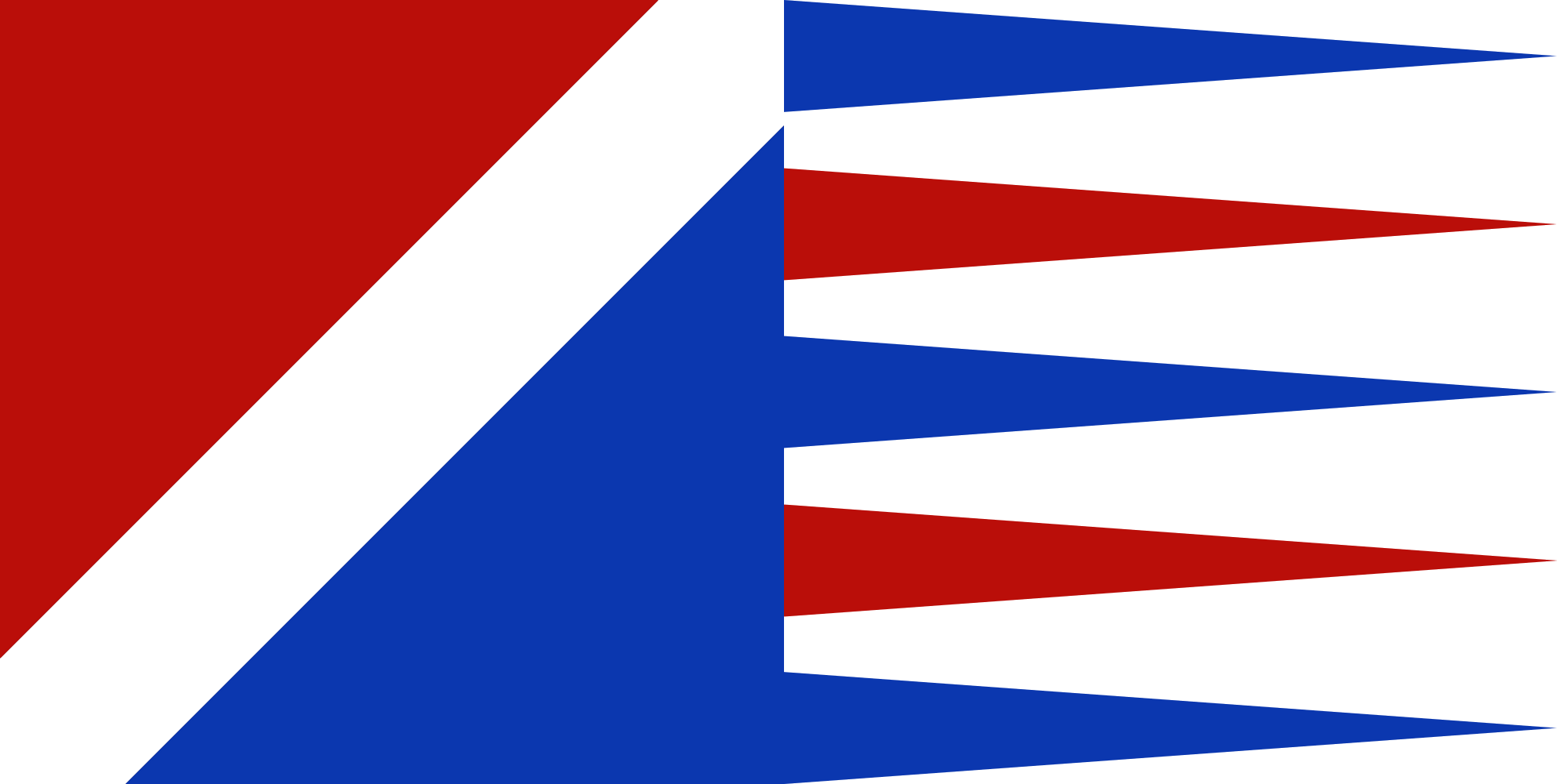
Приклад військового прапора, що з'явився у «Мадридських Скіліцах»
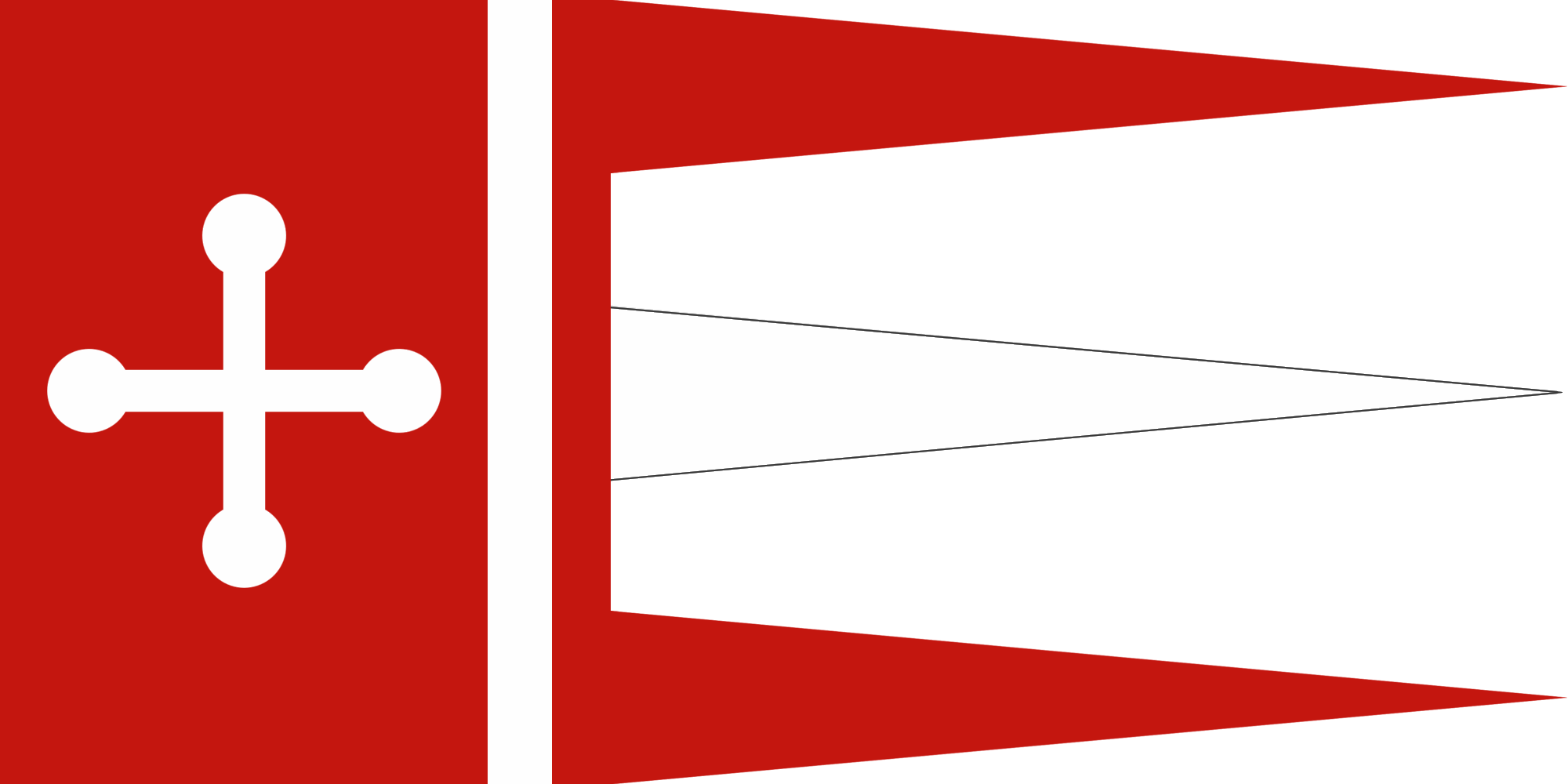
Приклад військового прапора, що з'явився у «Мадридських Скіліцах»
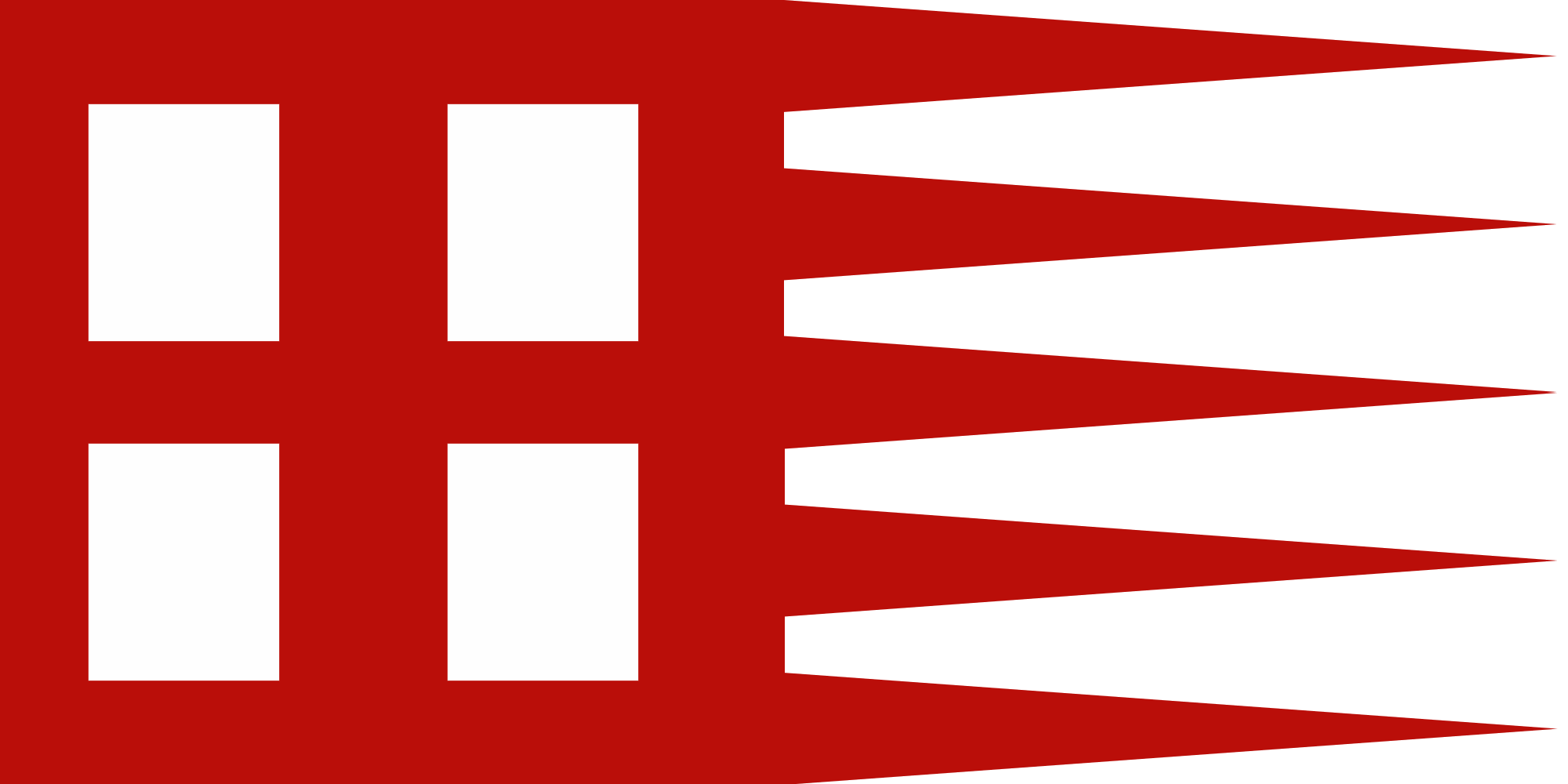
Приклад військового прапора, що з'явився у «Мадридських Скіліцах»
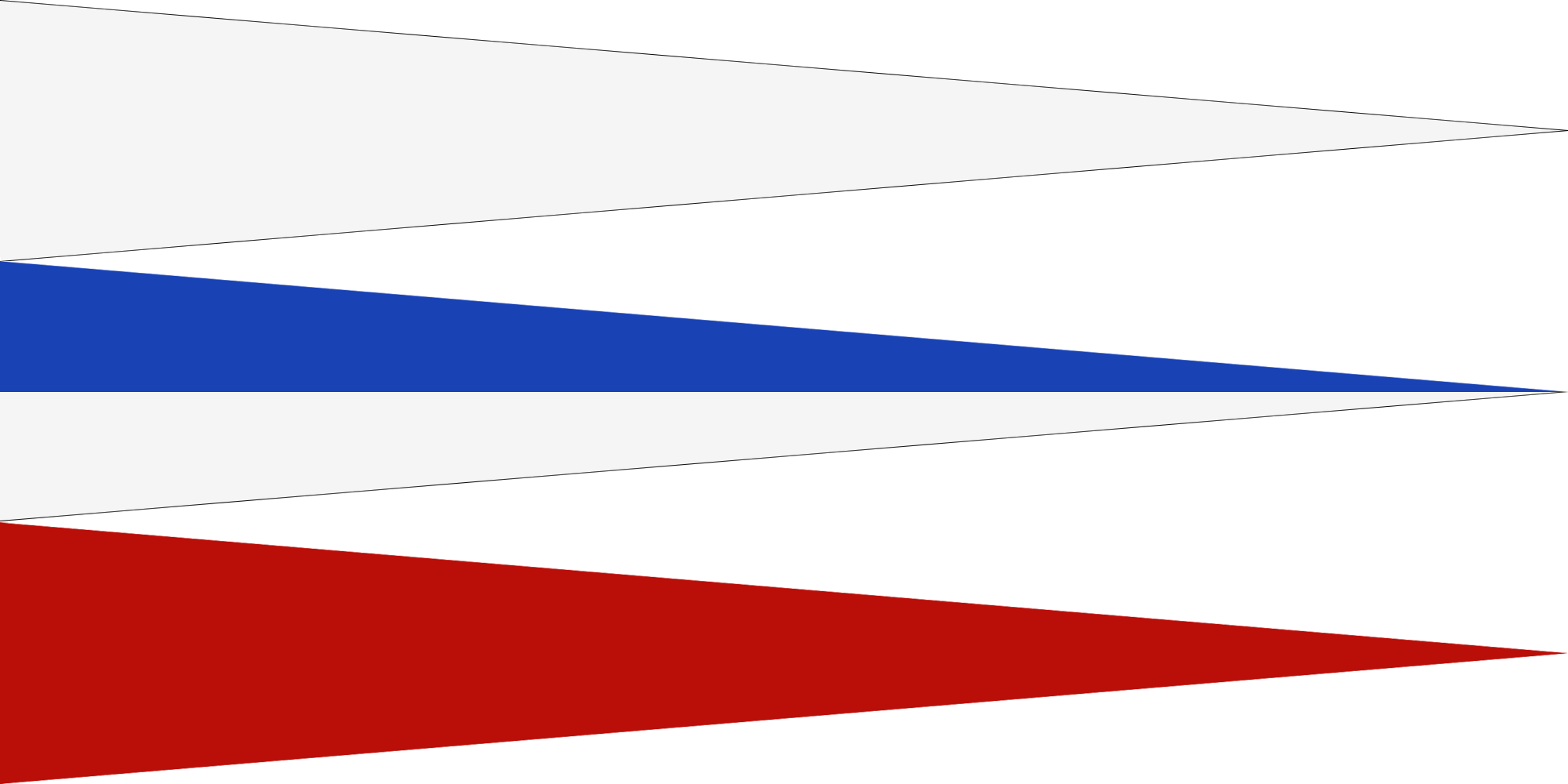
Приклад військового прапора, що з'явився у «Мадридських Скіліцах»
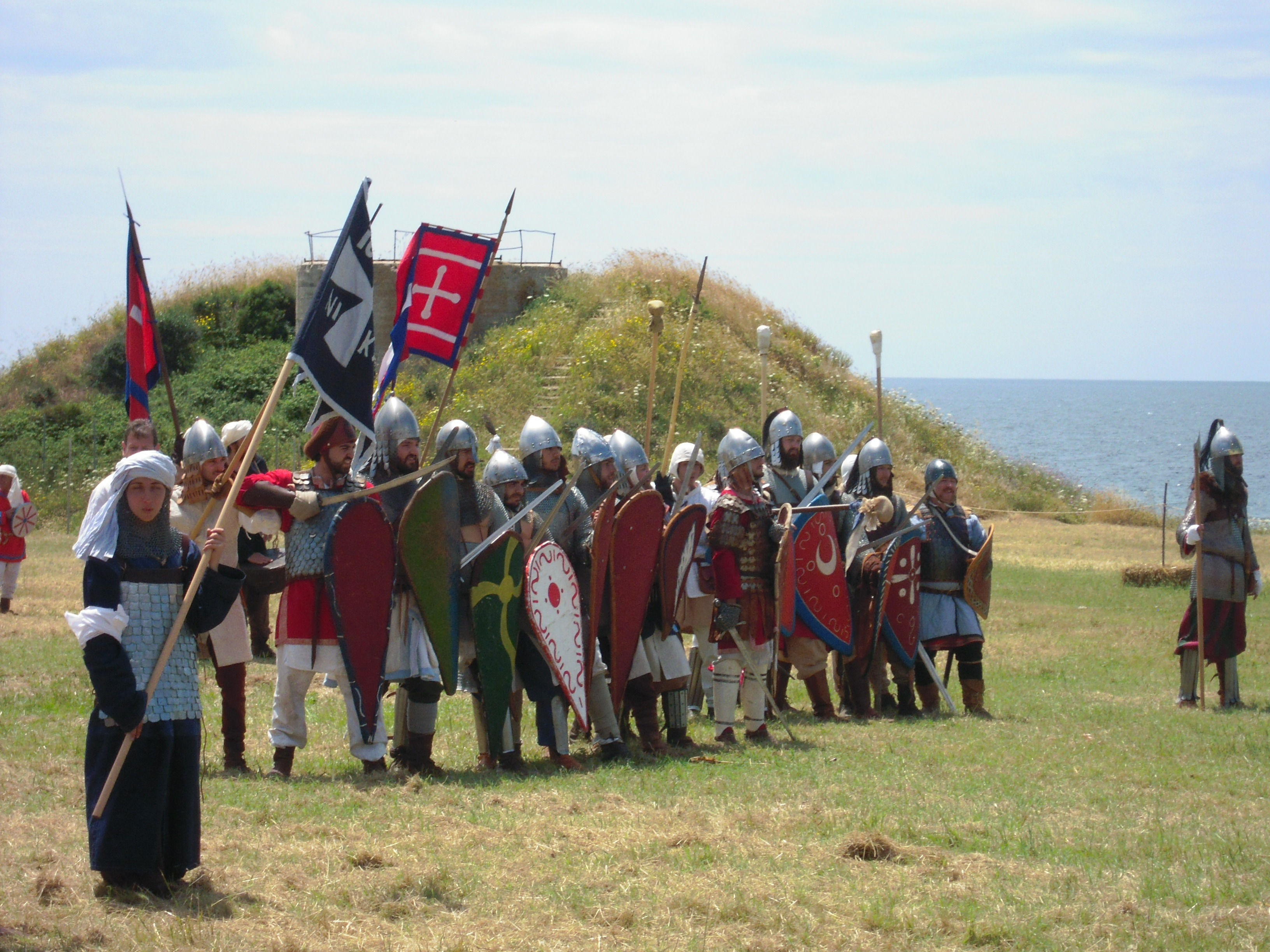
Історичні реконструкції візантійських солдатів із прапорами, натхненними «Мадридськими Скіліцами»

Відповідно до «Стратегікона», кольори прапора відображали ієрархічну підпорядкованість підрозділу: банда полків однієї бригади (мойра, друнґо) мала поле одного кольору, що відрізнялося відмітним символом, а полки того самого дивізіону (мерос або турма) армії мали такий же колір на своїх розтяжках. Кожна мойра та мерос також мали власний прапор, а також командувач армією (стратег). Вони були на тому ж візерунку, але більшого розміру, і, можливо, з більшою кількістю хвостів («Стратегікон» зображує прапори з двома або вісьмома хвостами). Далі Моріс рекомендує, щоб прапор центрального меросу, очолюваного заступником командувача (стратега), був більш помітним, ніж прапор інших мері, а також щоб прапор командуючого генерала (або імператора, якщо він був присутній) бути найпомітнішим з усіх. Крім того, «Стратегікон» передбачає окремий штандарт для обозу (тоулдон) кожної мойри. Штандарти використовувалися не лише для розрізнення підрозділів, а й як пункти збору та передачі сигналів іншим формуванням. Так само у візантійському флоті кожен корабель мав свій власний штандарт. Як і їхні наземні аналоги, вони також використовувалися для передачі сигналів. У Х столітті хрест став більш помітним символом і часто використовувався як фіал замість вістря списа. При Никифорі II Фоці (правління 963—969) великі хрести із золота та дорогоцінних каменів використовувалися як штандарти, можливо, неслися на древку або іншим чином вивішувалися на прапорах. Крім того, на військових парадах часто згадується використання часток Істинного Хреста.
У пізній візантійський період псевдо-Кодінос записує використання «тетраграмматичного хреста» Палеолога (див. вище) на імператорському прапорі (грец. βασιλικόν φλάμουλον, basilikon phlamoulon), який несли візантійські військово-морські судна, тоді як командир флоту, великий дука, мав зображення імператора верхи на коні.

## Урочисті інсигнії

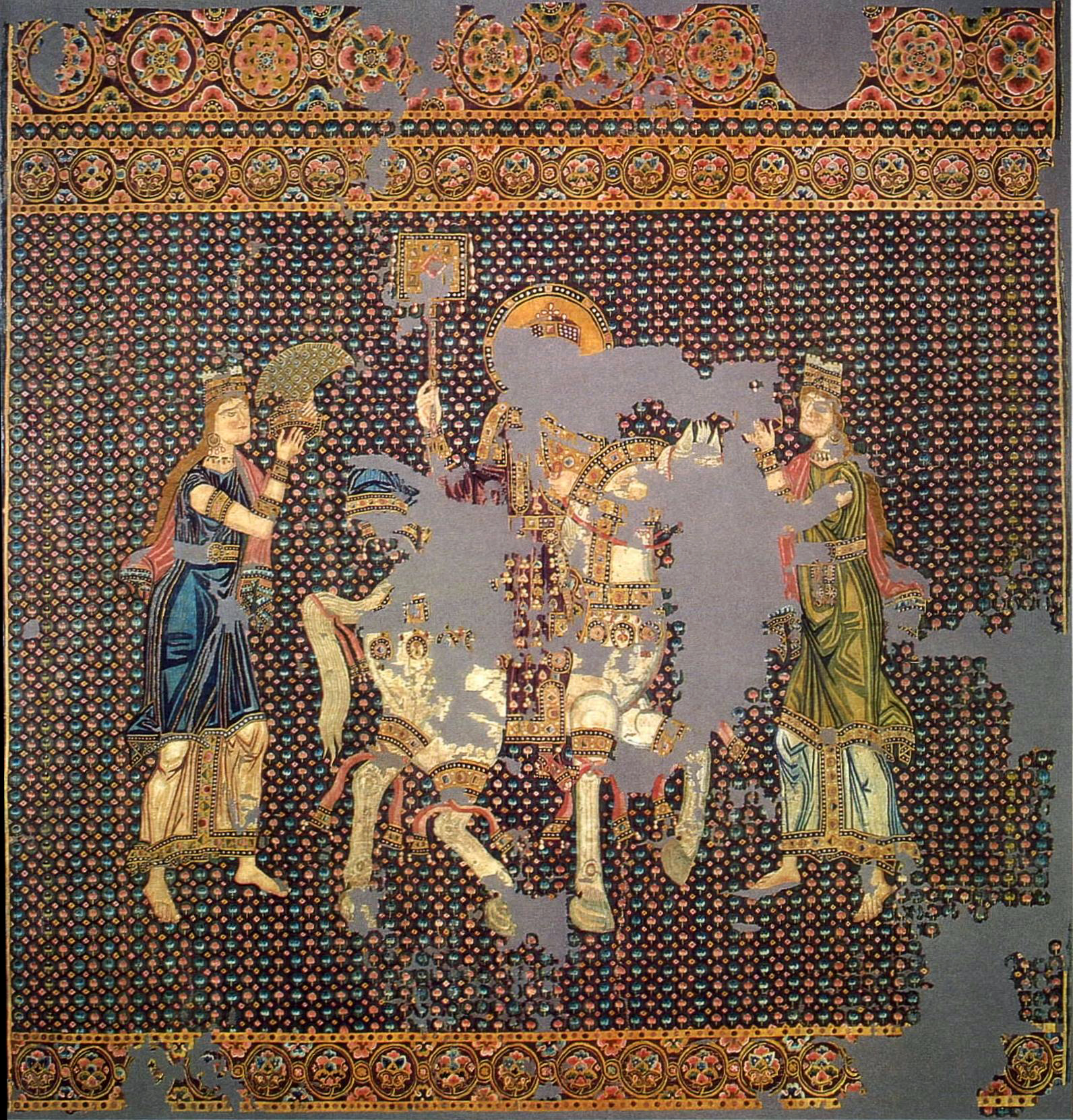
Церемонічний мініатюрний лабарум, як його несе тріумфуючий імператор у Гунтертуху Х століття

З VI століття і до кінця імперії візантійці також використовували ряд інших знаків розрізнення. Вони здебільшого записані в церемоніальних процесіях, особливо в творі «Про Церемонії» Х століття, але, можливо, їх також несли в битві. Коли вони не використовувалися, вони зберігалися в різних церквах по всьому Константинополю. Серед них були імператорська фламула із золота та розшитого золотом шовку та знаки відмінності, відомі під загальною назвою «скіпетри» (σκῆπτρα, skēptra), які зазвичай були символічними об'єктами на вершині жезла. Деякі з них, так звані «римські скіпетри» (ῥωμαϊκὰ σκῆπτρα, rhōmaïka skēptra) нагадує стару вексилу з висячою тканиною (βῆλον, vēlon, від латинського velum). Подальші знаки розрізнення цього типу включали евтихій або птихій (εὐτυχία or πτυχία), на якому, ймовірно, було зображено Вікторію.
Інша група, спільно відома як skeuē (σκεύη), згадується в в творі «Про Церемонії», переважно старих військових штандартах, які передавалися протягом століть. Це були лабура (λάβουρα), ймовірно, форма лабарума; кампедіктоурія (καμπηδικτούρια), нащадки палиць пізньоримських майстрів-свердлирів або кампідуктори; знак (σίγνα, «знаки відмінності»); драконтія (δρακόντια) і банда. Драконтії явно є нащадками давньоримського драко, а термін драконаріус для прапороносця зберігся до Х століття. Однак невідомо, як виглядали пізніші штандарти. За описом Никити Хоніата, вони все ще включали вітровказ, який був відмінною рисою дракона, але це може бути навмисним архаїзмом. У всякому разі, використання дракона як зображення засвідчено аж до XIV століття.
Псевдо-Кодінос також перераховує різні прапори та знаки розрізнення, які використовувалися в імператорських процесіях: одне з них називається архістратеґос (ἀρχιστράτηγος, «головний генерал»); інший із зображеннями відомих прелатів і восьми стримерів, відомих як октаподіон (ὀκταπόδιον, «восьминіг»); інший у вигляді хреста з образами св. Димитрія, св. Прокопія, св. Теодора Тірона і св. Теодора Стратилата; на іншому зображено св. Георгія на коні; інший у формі дракона (δρακόνειον, drakoneion); а інший з імператором на коні. Існувала пара кожного з них, і їх несли в процесії, а під час походу брали з собою одну або дві копії, залежно від розміру імператорського ескорту. Перед ними завжди стояли скутерії з дибелліонами (διβέλλιον), особистим прапором імператора разом із імперським щитом (скоутеріон), а за ними йшли прапори деспотів та інших полководців із прапорами демархоя (голови) кварталів Константинополя. Природа дибелліона є предметом дискусій, але його назва — швидше за все, змішана греко-латинська сполука, що означає «подвійний велум» — очевидно, описує роздвоєний вимпел, можливо, західноєвропейського походження.